# 黑子的籃球
《黑子的籃球》是由藤卷忠俊所創作的日本籃球運動漫畫，於《週刊少年Jump》（集英社）2009年2號刊開始連載，2014年9月1日完结。話數的單位為「第N節（クォーター，Quarter）」單行本累積總銷量突破3000万冊。從2012年起首次宣佈動畫化，至今推出三季動畫。總集篇劇場版全三章於2016年9月在日本上映。新作劇場版《影子籃球員 LAST GAME》於2017年3月18日在日本上映。

## 作品簡介
- 2011年9月宣佈改編成電視動畫。由Production I.G擔綱製作。第一季動畫於2012年4月7日至9月22日期間播出。動畫第一季最終話的片尾曲後半部分為第二季的劇情，並於2012年12月正式發表製作第二季。於2013年4月宣佈重播第一季以及在5月宣佈第二季將於10月開始放送。第二季動畫（第26話－第50話）於2013年10月5日至2014年3月29日期間播出。2014年6月發表製作第三季，並於同年10月宣佈重播第二季（第37話－第50話）以及第三季將於2015年1月開始放送。第三季動畫（第51話－第75話）於2015年1月10日至6月30日期間播出。2015年4月開始重播第一季和第二季。
- 2012年改編成動畫後人氣急速飆升，12年開播後的動畫首卷BD/DVD銷量突破2萬居4月春番的首位，成為4月新番最賣座的作品。漫畫銷量方面連續3年（2012-2014）排名入前5名。現已突破3000萬。
- 動畫獲得2013年東京動畫獎所頒發的電視節目部門優秀作品獎。
- 在日本投票網站CHARAPEDIA，由日本萬人票選「受影響最深的運動類漫畫及動畫」中獲得第1名。
- 漫畫第24卷單行本，與同刊作品《暗殺教室》第6卷單行本初版發行數字一同突破100萬部。是《週刊少年Jump》創刊46年來的首次佳績。
- 本篇連載結束後，2014年9月22日至12月15日期間曾在《少年Jump+》上連載番外篇，描述「奇蹟的世代」所在的學校、霧崎第一高中和正邦高中在WC後的情況。並於2014年12月24日出版的《少年Jump NEXT!》展開新連載《黑子的籃球Extra Game》。
- 2015年1月起在《少年Jump+》上連載由高橋一郎作畫改編自藤卷忠俊和平林佐和子合著小說《黑子的籃球-Replace-》的漫畫版《黑子的籃球 Replace PLUS》。
- 在2015年9月20日當天的KUROBAS CUP2015黑籃聲優見面會上宣佈劇場版製作決定[2]。
- 2015年12月宣佈舞台化決定，主角黑子的演員由電視動畫黑子的配音員小野賢章擔任，2016年4月公演。
- 2016年3月由動畫官網宣布在2016年之內推出冬季杯WC全三部的總集篇劇場版，而完全新作劇場版內容為「EXTRA GAME 篇」，2017年公開[3]。

## 故事大綱

### 短篇
本作品的前身於《赤丸Jump 2007春號》刊載。第44回（2006年11月期）Jump十二傑新人漫畫賞受賞作品。之後在《週刊少年Jump》連載。

### 正篇
中學聯賽三連霸的籃球名校「帝光中學」的籃球社，社員數超過百人，其中更有著被譽為「奇蹟的世代」的五位天才籃球員，和一個既沒有出場紀錄，也無人記得的「夢幻的第六人」黑子哲也。這些人在升上高中後各自就讀不同的學校，而黑子遇上了火神大我，自美國歸來的籃球好手，火神立志打敗「奇蹟的世代」並成為日本第一的籃球員，而黑子也決定成為他的「影子」幫助他。他們在日本全國高校綜合體育大會（簡稱 I‧H）和冬季盃（簡稱 W.C.）中與「奇蹟的世代」裡的五位籃球好手陸續對決。

### 續篇
在番外篇《Extra Game》中，從美國來的街球隊「JABBERWOCK」被邀請至日本，與日本代表隊「Strky」進行比賽並大敗對方，留下一句「猴子沒資格打籃球」，此話惹怒了二年級的奇蹟世代們與火神和黑子，相田景虎對「JABBERWOCK」的態度十分不滿，決定以「奇蹟的世代」共同組出夢幻隊「VORPAL SWORDS(簡稱V.S.)」來對抗。

## 角色列表

### 誠凜高校
誠凜高校籃球社在漫畫正篇開始前一年創立，由相田里子擔任教練，創社成員為木吉、伊月、日向、水戶部和小金井創立，第一年時在IH東京都比賽就挺入決勝聯賽，但被三大王者擊潰無緣晉級全國大賽，在第二年亦即本故事中，因為有了新生火神大我和主角黑子哲也加入，使得他們再度前進夏季東京都決勝聯賽（儘管再度無緣全國聯賽），而後贏得WC冬季盃優勝，被稱為「奇蹟的新星」。

#### 先發球員
黑子哲也
日本配音：小野賢章／小清水亞美（VOMIC）；台灣配音：宋克軍（電視版）／宋昱璁（劇場版、總集篇）；香港配音：曹啟謙
舞台劇演員：小野賢章
本作的主角之一。誠凜高中一年級，背號11號，身高168cm,體重57kg,生日1月31日,星座:水瓶座,血型A型,他是誠凜籃球隊的秘密武器。在中學時期、他是奇蹟世代的「幻之第六人」，不同於其它出盡風頭的隊友，黑子並不為人所知，他體型嬌小、虛弱、不引人注目且容易被忽略，但他將這樣的特性發揮在球場上，運用「視線誘導」的技巧將對手的注意力誘導到其它隊友、並讓自己成為一個傳球中繼點。他可以極為迅速地將球從一個隊友手中傳至另一個隊友手中，幾乎不會讓球停留在自己手上。但如果他待在球場上的時間過長，對手就會越來越在意他的情況，因此他通常不會是先發球員，並在比賽進行中時不時地與其它隊友替換。他具有優秀的觀察力，是整部作品裡最擅長傳球的人。他在球場上沒有固定的位置，因為他並不適用於籃球位置中的任何一個，雖然經常替補小前鋒，但沒有小前鋒的打法或身材；有控球後衛的傳球觸覺，但沒有高段控球技巧和組織戰術的能力，也沒有投籃能力成為得分後衛。
在〈帝光篇〉中說明，他的這項才華是中學時由赤司開發出來的，赤司將黑子訓練成一個專職傳球的球員，且沒有教他投籃，因為持球會讓黑子的存在感提高。在加入誠凜後，他繼續扮演火神的影子，但隨著故事進展，他也開發出更多技巧：「消失的切入」能在一瞬間讓對方產生以為自己消失的錯覺，從而突破防守；「加速傳球」是透過以手掌擊球的方式筆直地將球傳出；在陽泉一戰中，他以訓練而成的新招式「幻影射球」為自己取得整個故事中的初次得分，這種招式是透過將球舉在比平常低的位置並急速射籃，讓球有一瞬間從對手的視野中消失。「擬•天帝之眼」是類似赤司的「天帝之眼」的招式，「天帝之眼」可以預測球員下一步的動作，但黑子的版本只能預測隊友接下來的動作，這是立基於他們長期合作所產生的信賴。這些招式讓他漸漸成為能匹敵奇蹟世代的球員。
黑子自稱「影子」，他的存在目的是讓光更為耀眼。在帝光中學時期、青峰大輝是他的光，而在誠凜時，火神大我成了他的光。他通常是面無表情且語氣平淡的，不過當他的隊友因為對手犯規而受傷時，他生氣的神情讓火神也感到害怕。
火神大我
日本配音：小野友樹、雞冠井美智子〈幼少期〉／小西克幸（VOMIC）；台灣配音：蔣鐵城、巫玉羚〈幼少期〉（電視版）／陳彥鈞（劇場版、總集篇）；香港配音：黃啟昌
舞台劇演員：安里勇哉
本作另一位主角。誠凜高中一年級，身高190cm,體重82kg,生日8月2日,星座:獅子座,大前鋒，背號10號。是天賦異稟的籃球員，他高中前曾在美國待過一段時間，回日本後、一加入誠凜就成為先發陣容中的大前鋒，因此他對日本籃球的低水準感到失望，然而、與奇蹟世代的對決燃起了他的鬥志。
起初他具有強大的灌籃和火鍋能力，但不太擅長射籃，隨著故事進展而有所改善，他的空中滯留能力也變得更好。其它角色一樣、火神也有自己的招式。「流星灌籃」是從罰球線起跳灌籃，這個招式是火神在美國時的教練亞列克斯·賈西亞所指導的，此招式的力量足以打破紫原的防守。他有著和青峰類似的、進入「ZONE」的能力，在這種狀態下，他的速度、力量和跳躍力都會大幅增加。他是唯一可以在一場比賽中進入兩次ZONE的球員，也是唯一進入了ZONE的進化版本「直接配合型ZONE」的球員。
除了籃球，火神的烹飪能力亦是不凡，他也是個大胃王，食量是常人五倍。不過相較於他在球場上的表現，他的課業慘不忍睹，即使他在美國生活過、英語也只在及格邊緣。
青峰曾比喻如果奇蹟世代的大家在同一個舞台相遇是一種命運的話，那火神的出現也是一種必然。火神是和奇蹟世代相同性質的存在，卻是沒有成為奇蹟世代的人。是與奇蹟世代擁有相同才能的最後覺醒者，無法成為奇蹟的奇蹟，而且是和命運的影子相遇的真正的光。而黃瀨則是說在自己與誠凜第一次在練習上對決時就隱約感覺到了，在那場比賽上有一種很熟悉的感覺，而在WC盃賽準決賽再次對上誠凜時這種感覺更加確信了，火神跟奇蹟世代是一樣的，應該說他是跟我們經歷完全不同的成長過程的奇蹟世代。
日向順平
日本配音：細谷佳正／川田紳司（VOMIC）；台灣配音：蘇振威（電視版）／孟慶府（劇場版）／黃天佑（總集篇）；香港配音：周倚天
舞台劇演員：牧田哲也
誠凜高中二年級，得分後衛，背號4號。身高178cm,體重68kg,生日5月16日,星座:金牛座,血型A型,誠凜籃球隊的隊長。雖然相當努力練習、但仍比不上天生具有資質的球員，並因此一度放棄籃球，所以進入沒有籃球社的誠凜高中，但在遇見木吉後重燃熱情並創立籃球社。當隊伍處於困境時，他的能力會大幅提升，這是肇因於他與教練麗子的約定「每投失一球，就將一個自己珍藏的戰國武將手辦折斷」，因此總能在關鍵時刻屢屢進球。
他是球隊中最優秀的射手，在備戰冬季選拔賽時開發出全新的招牌射籃招式「不容侵犯的射球」，是在不改變姿勢之下、將自身重心放在身體後面，射球時就會令對方有種距離相當遠的錯覺。他憧憬的球員是NBA的雷·艾倫。他相當重視前輩後輩間的階級關係。與此同時，他似乎對相田麗子有着不一樣的感情。
伊月俊
日本配音：野島裕史／大原崇（VOMIC）；台灣配音：柳超堅（電視版）／歐祖豪（劇場版）／宋昱璁（總集篇）；香港配音：張裕東
舞台劇演員：秋元龍太朗
誠凜高中二年級，控球後衛，背號5號。身高174cm,體重64kg,生日10月23日,星座:天秤座,他的性格是冷靜且自制的，喜歡說雙關語冷笑話，貌似家庭遺傳。沒有特別突出的身體能力，但他有一種心理上的轉換能力「鷲眼」，能將視野變換成俯瞰球場的景像，並藉此準確地掌握狀況。
他的招式「鷲之鉤爪」可以在沒有轉身的情況下截走身後對手手中的球。不過他的能力有盲點，因此會被高尾和成的「鷹之眼」所剋制。另外他過於精確計算的傳球也一度被霧崎第一「蜘蛛網」封死。
木吉鐵平
日本配音：濱田賢二；台灣配音：宋克軍（電視版）／陳彥鈞（劇場版）／張騰（總集篇）；香港配音：雷霆（S1）→劉昭文（S2、S3、劇場版）
舞台劇演員：河合龍之介
誠凜高中二年級，中鋒，背號7號。身高193cm,體重81kg,生日6月10日,星座:雙子座,誠凜籃球隊的創社者兼前任王牌，「無冕五將」之一。「無冕五將」的這五人同樣具有優秀的能力，光環卻被只晚他們一年、資質更優秀的「奇蹟世代」掩蓋。擁有即使比賽壓倒性不利，也絕不放棄的意志，因此獲得外號「鐵心」。
由於一年級時與同為無冕五將之一的花宮真所就讀的霧崎第一高中比賽造成了膝傷，因此導致誠凜在第1年決勝聯賽被三大王者擊潰，本人則住院治療直至第2年I.H決勝聯賽後才回歸。
他最適合的位置是控球後衛，但由於隊伍缺乏中鋒、因此他填補了這個缺。他的招式「後出的權利」是透過大手掌將球抓牢，在做出假動作後輔助隊友進攻；「鉗爪」是以大手掌迅速地搶籃板球的招式，這是他透過握石頭訓練握力鍛鍊而成的。
在與洛山的比賽中不顧左膝傷勢、傾盡全力應戰，賽後便前往美國治療並復健。

#### 板凳球員
小金井慎二
日本配音：江口拓也／阿部敦（VOMIC）；台灣配音：莊汶錡（電視版）／魏德（劇場版）／于正昌（總集篇）；香港配音：黃積權
舞台劇演員：阿部快征
誠凜高中二年級，前鋒，背號6號。身高170cm,體重67kg,生日9月11日,星座:處女座,他總是活力充沛，從事過許多類型的運動，但樣樣通樣樣鬆沒有一個擅長的。因有過打網球的經驗而修煉成絕佳的運動神經。擅長全領域投籃，只是命中率並不高。此外、他具有像山貓一樣的野性。
水戶部凜之助
日本配音：井上剛／岡林史泰（VOMIC）；台灣配音：陳亦均（總集篇）
舞台劇演員：松本享恭
誠凜高中二年級，中鋒，背號8號。身高186cm,體重78kg,生日12月3日,星座射手座,性格沉默寡言、不愛說話。他具有優秀的防守能力和射籃能力，擅長的籃球得意技為「鉤射」，曾指導火神如何令對手投不進。家中是個大家族，有著不少弟妹，也為了照顧他們而擅長家政，此外擔任學校的保健委員。
他在劇中從沒有說過話，電視動畫的配音員也只是演出他的呼吸聲。
土田聰史
日本配音：井上剛；台灣配音：蔣鐵城（電視版、劇場版）／孟慶府（總集篇）；香港配音：劉奕希
舞台劇演員：鍛治本大樹
誠凜高中二年級，大前鋒，背號9號。身高176cm,體重70kg,背號9號,生日5月1日,球隊初創時的正式成員。在火神和黑子加入後退居二線，擅長搶籃板球。
降旗光樹
日本配音：水谷直樹；台灣配音：莊汶錡（電視版）／魏德（劇場版）／萬家宏（總集篇）；香港配音：林筠翔
誠凜高中一年級，控球後衛，背號12號，大多數時間是板凳球員。比賽風格慢熱，個性謹慎小心，防守與反應都還不錯，體能不夠與得分速度無法加快為其缺點，被笠松評價為「相當擅長幫助隊員」，在決賽時成功幫助隊伍轉換氣氛。
福田寬
日本配音：佐佐木啓夫；台灣配音：蘇振威（電視版）／孟慶府（劇場版）／待查（總集篇）；香港配音：鍾見麟
誠凜高中一年級，中鋒，背號13號，大多數時間是板凳球員。
河原浩一
日本配音：吉本泰洋；台灣配音：柳超堅（電視版）／陳彥鈞（劇場版）／于正昌（總集篇）；香港配音：鄧港文
誠凜高中一年級，小前鋒，背號15號，大多數時間是板凳球員。

#### 相關人員
相田里子／相田麗子
日本配音：齋藤千和／藤村步（VOMIC）；台灣配音：巫玉羚（電視版）／劉如蘋（劇場版）／連思宇（總集篇）；香港配音：張頌欣
舞台劇演員：田野麻美
誠凜高中二年級，籃球隊的教練。性格剛強、頭腦優秀。雖然只是二年級學生，但因為她經常看著自己身為體育教練的父親工作，因而不僅培養了能以肉眼看出球員肌肉資質、並且以將之以數據呈現的能力，也包辦了制定訓練計畫、比賽戰術和懲罰手段。
她也會為球員準備料理，但手藝相當悲劇。不過很在意自己B罩杯的身材，尤其與桃井的F罩杯相比時更是如此。
哲也二號
日本配音：野島裕史
柴犬。誠凛對秀徳的IH預選賽結束後，在餐店外被黒子撿回來的柴犬。由於眼神酷似黑子，故被小金井取名為哲也二號。背號16號，是黑子在初中三軍時的號碼。
相田景虎
日本配音：三木真一郎；台灣配音：蘇振威（電視版）／陳彥鈞（劇場版）；香港配音：葉振聲
麗子的父親，非常疼愛女兒。前日本職業籃球選手，位置為小前鋒。現經營健身房，麗子的才能便是他所培養出來的。在冬季選拔賽前，受女兒所託特別訓練誠凜球員。
亞列克斯·賈西亞
日本配音：甲斐田幸；台灣配音：鄭可欣（電視版）／劉如蘋（劇場版）；香港配音：劉惠雲
美國人，身高180公分的金髮美女，是指導火神和冰室打籃球的師傅。美國洲際大學女子籃球比賽的冠軍，曾在國家女子籃球協會中出賽，後因病導致視力下降，被迫放棄籃球生涯，也因此她戴著眼鏡。
由於在意兩位徒弟的比賽而遠赴日本，期間暫住於火神家中。有裸睡和強吻他人的習慣。

### 「奇蹟世代」所屬的學校

#### 海常高校
位於神奈川的豪門學校，被稱為背負著藍色的傳統的「藍色精銳」。對運動方面的投入大量資源，是各大賽的冠軍熱門。在I‧H夏季賽中輸給了桐皇高校，止步於八強。在Winter Cup冬季大賽闖入四強。
黃瀨涼太
日本配音：木村良平／大原崇（VOMIC）；台灣配音：柳超堅（電視版）／宋昱璁（劇場版、總集篇）；香港配音：梁偉德
舞台劇演員：黑羽麻璃央
中學時為「奇蹟世代」中最年輕的成員。隊伍位置為小前鋒。身高189cm,體重77kg,生日6月18日,星座:雙子座,血型:A型,他打籃球的原因是想做些有挑戰性的事，起初他相當質疑黑子做為一個籃球員的能力，但在看見他的表現後改觀、並自顧自地宣稱他們是好朋友。除了打籃球以外，他還是名模特兒，走到哪兒都會被女性包圍。他從中學二年級開始打籃球，因此相較於奇蹟世代的其他四個人、他是最弱的一個。他有驚人的學習能力和模仿能力，只要看過一次的動作就能完全模仿，並轉化為自己的技術不斷地改進。但在他發現自己無法模仿某些比自己更強的球員的球技時，他陷入了瓶頸。
在與福田綜合學園高校的比賽中，面對能夠奪取別人技巧的灰崎祥吾，讓黃瀨的能力失去作用，在黑子的鼓勵下，他施展了「完美無缺的模仿」並帶領隊伍取勝。這種模仿能力的進化版可以讓他模仿所有奇蹟世代成員的招式，為了完美地複製，他必須增添自己的特色讓招式變得完全相同。在IH期間，他透過模仿自己憧憬的目標（同時也是障礙）的青峰大輝並首次進入了ZONE，他的射籃和防禦能力更上層樓，儘管仍有限制，他甚至可以模仿赤司的「天帝之眼」。此外、他還能結合這些模仿而來的招式，例如他在阻止黑子的幻影射籃時，便結合了赤司的天帝之眼和紫原的阻擋。在故事終盤時，除了少數幾個例外，本作品裡其它角色的球技他都能完美無缺地模仿。
笠松幸男
日本配音：保志總一朗／櫻井徹（VOMIC）；台灣配音：莊汶錡（電視版）／陳彥鈞（劇場版）／孟慶府（總集篇）；香港配音：李致林、黃積權（第35集代配）
舞台劇演員：松村龍之介
海常籃球隊隊長，控球後衛，擅長假切後的急停轉身跳投，曾接受過月刊採訪，具有一定知名度。身為隊長的他非常盡責，在確定無緣晉級IH後，他壓抑了自己悲傷並激勵眾人繼續往冬季盃邁進。個性保守且嚴肅，經常不滿黃瀨不正經的態度，因此常常對其拳打腳踢。不敢直視女生、甚至連照片上的女生也無法直視。
森山由孝
日本配音：樋口智透；台灣配音：蔣鐵城（電視版）／陳彥鈞（總集篇）；香港配音：麥皓豐
舞台劇演員：和合真一
得分後衛，以獨特的姿勢射籃。對聯誼抱有很大的興趣，個性見一個愛一個，曾經在比賽前看到可愛的女生的時候説出「我今天要為她而戰」這樣的話，但因為對女性的告白方式太過直接而屢遭拒絕。
早川充洋
日本配音：野間田一勝；台灣配音：蘇振威（電視版）／蔣鐵城（劇場版）／黃天佑（總集篇）；香港配音：李凱傑
舞台劇演員：平野宏周
熱血的大前鋒，擁有出色的爆發力和力量，擅長搶籃板，不過有時會因為要搶籃板而隨便亂起跳。講話速度非常快，但因為不太會發ra行的音，所以隊友常常無法理解他在說什麼。
小堀浩志
日本配音：佐佐木義人；台灣配音：宋克軍（電視版）／于正昌（總集篇）；香港配音：周良鴻
身高192公分的肌肉男，沉穩的中鋒，防守能力出色。
中村真也
日本配音：蓮池龍三；台灣配音：李文瀚（電視版）
在冬季盃四強時與黃瀨交換上場。
武內源太
日本配音：安元洋貴；台灣配音：蘇振威（電視版）／張騰（總集篇）；香港配音：陳永信
海常高校籃球隊教練，前日本職業籃球選手。對實力較差的選手態度惡劣，相當看好黃瀨的可能性，在黃瀨加入後便以他為中心來打造球隊。

#### 秀德高校
將基本戰術貫徹到底的學校，被譽為「歷戰的王者」基本上是東京區的全國大賽代表，也是東京都三大王者的「東之王者」。今年擁有「奇蹟世代」其中一員─綠間真太郎，實力更提升為冠軍熱門。
綠間真太郎
日本配音：小野大輔／遊佐浩二（VOMIC）；台灣配音：蘇振威（電視版）／魏德（劇場版）／黃天佑（總集篇）；香港配音：陳卓智（S1、S2、劇場版）／李致林（S3）
舞台劇演員：畠山遼
中學時為「奇蹟世代」的成員，現為秀德高校一年級的得分後衛，左撇子。
身高195cm,體重79kg,生日7月7日,星座:巨蟹座,血型B型,作為射手綠間不只防守很強，射術更為高超，能從球場上的任何地方、包括從球框對面的底線端發射超高彈道的投籃，而且只要姿勢維持好沒被蓋到的話百發百中。在現實中、這是難以達成的，因為現實中的全場射籃通常要以美式足球式的長傳來達成，但綠間只是用普通的跳投便能做到。比起在三分線上投射，大號三分的超遠射程與高彈道也能帶給對手巨大的壓力，多數的對手會在他投射時顧著看球在空中飛而忘了要去阻擋它，並且由於球在空中滯留的時間極長，這使得他和他的隊友有足夠的時間回防，封印對手的反快攻。他之所以特別喜歡三分球，除開因為同樣進一球，三分球的得分會比較高比較有效率，還有在讀秒前扭轉戰局的致命效果。
觀察力優秀，能很快地分析不曾見識過的能力並想出應對方法。
在WC四強遭逢洛山的比賽中，他和高尾施展了「空中填彈式三分射球」，由高尾傳球給已經擺出跳射姿勢的綠間投射，一度打出反撲高潮，他們透過這種戰術企圖阻止赤司的天帝之眼。不過由於綠間會以慣用手（左手）射球，高尾必須在另一方向傳球，也因此被洛山的赤司看破傳球路徑。他是最早發現赤司的「天帝之眼」秘密的人，也曾給分析過火神和黑子的缺點並給出適當的建議。
座右銘是「盡人事聽天命」，所以相當信賴節目《早晨占卜》，每天都會依據該節目給出的建議來準備幸運物，而在劇中也演出了他忘了帶幸運物以至於遇到生命危險的場合。由於他很迷信占卜，所以他不喜歡與黑子說話，他相信A型的黑子和B型的自己相處不來。儘管他的隊友會因為他迷信和任性的緣故而感到困擾，但他們之間仍相處得很好，綠間深信沒有無用的球員。他是奇蹟世代中唯一一個沒有灌過籃、也沒有進入過ZONE的成員。他很少有微笑的時候。
高尾和成
日本配音：鈴木達央／箭内仁（VOMIC）；台灣配音：柳超堅（電視版）／蔣鐵城（劇場版）／于正昌（總集篇）；香港配音：劉奕希
舞台劇演員：山田詹姆斯武
經驗豐富的新生球員，控球後衛。他的能力「鷹之眼」有著類似誠凜的伊月所擁有的「鷲之眼」的廣闊視野、但更為優秀，鷹之眼可以讓他不專注於球場上的某個位置、而是俯瞰整個球場，因此高尾不會受黑子的視線誘導所影響，反而還能利用黑子的視線來觀察出他的意圖，不過黑子發現這一點後也反過來利用他，進而讓自己的隊友短暫地從高尾的視野中消失。除此之外、因著這項能力，他還可以閉眼傳球，亦即「盲傳」。在WC四強遭逢洛山的比賽中，他和綠間施展了「空中填彈式三分射球」，由高尾傳球給已經擺出跳射姿勢的綠間投射，一度打出反撲高潮，他們透過這種戰術企圖阻止赤司的天帝之眼。不過由於綠間會以慣用手（左手）射球，高尾必須在另一方向傳球，也因此被洛山的赤司看破傳球路徑。
他的個性開朗且平易近人，與冷靜又有些傲嬌的綠間形成對比，他平常總是戲弄綠間。
大坪泰介
日本配音：佐藤健輔；台灣配音：宋克軍（電視版）／張騰（總集篇）；香港配音：麥皓豐
舞台劇演員：竹之內大輔
三年級。籃球部隊長。身高198公分，是東京首屈一指的巨型中鋒。擅長利用體格優勢灌籃。常常因為綠間的任性妄為而發脾氣，但也認同綠間的強大實力。
宮地清志
日本配音：庄司將之；台灣配音：莊汶錡（電視版）／魏德（劇場版）／張騰→孟慶府（總集篇）；香港配音：巫哲棋
舞台劇演員：Spi (演員)
三年級，先發球員，小前鋒。他的個性暴躁，對綠間的恣意妄為很反感，經常會以暴力回應他，不過也很關心後輩。
木村信介
日本配音：佐藤美一；台灣配音：蔣鐵城→李文瀚（電視版）／陳彥鈞（總集篇）；香港配音：蕭徽勇
先發球員，大前鋒。家中經營蔬果店，和宮地一樣、他對綠間的任性很反感，會提供他各種暴力方面的建議。
中谷仁亮
日本配音：吉開清人；台灣配音：柳超堅（電視版）；香港配音：陳廷軒
秀德高校籃球隊教練兼英文教師，前日本職業籃球選手。批准綠間一天之內可以任性妄為三次。

#### 桐皇學園高校
位於東京，過去在籃球方面幾乎沒有成績，但近年不斷在全國各地招收好手實力大增，是一支注重個人技術發揮的攻擊型球隊，被稱為「新鋭暴君」在青峰加入後更蛻變成為一支「超」進攻型球隊。不過由於球隊過於著重球員個人技術的風格，使得隊友間的合作關係相當薄弱，由搶球到射球全部單憑個人完成、幾乎沒有傳球。
青峰大輝
日本配音：諏訪部順一；台灣配音：莊汶錡（電視版）／歐祖豪（劇場版）／張騰（總集篇）；香港配音：陳欣
舞台劇演員：小沼將太
身高192cm,體重85kg,生日8月31日,星座:處女座,血型B型,中學時為「奇蹟世代」的王牌。啟蒙於街頭籃球，加上童年時常與大人打球，培養出高度自由的奔放球風。在帝光中學時期因與黑子合作無間而使得他的表現更上層樓，但也因此在進入桐皇學園後被絕大多數隊友如若松排斥。
本作正篇中最頂級的速度與敏捷度（從靜止加速到極速、從極速減速到靜止），很少有人能跟上他的節奏，渾身野性形同黑豹。青峰真正可怕之處在於他的得分能力，憑著一手出神入化的代表招式「無定型射籃」可以用各種姿勢在各種角度出手，例如他能在身體近乎與地面平行的狀態下射籃，甚至可以從籃板後面得分，而且就算被犯規也能順勢完成進算加罰。
當他面對值得自己發揮全力的對手時，能夠進入「ZONE」，在這種狀態下、能力會攀升至頂峰，能以兩倍的速度移動。許多優秀的球員都有可能會進入ZONE，但只有青峰可以自由控制自己進入該狀態，亦即他是作品中唯一一位完全掌控ZONE的球員。只有進入ZONE的黃瀨涼太和火神大我才有可能阻止他。與青峰對戰過的對手、以及他的隊友都異口同聲地表示他是個怪物。不過因為沒有隊友的配合，他無法進入ZONE之上的境界「直接配合型ZONE」。
由於對籃球的熱愛，讓他在天賦才能迅速進化覺醒，球場上所向披靡時（甚至曾經單場拿下兩百分，並徹底擊潰對手戰意）得出一個結論：「能夠贏過我的人只有我自己」，於是開始不練球、在重要比賽時遲到。在他與火神的對決中，火神受到他的影響也進入了ZONE，這是青峰第一次在球場上第一次感到威脅。當誠凜擊敗他後，他與火神成為了互相敬重的對手，他也開始教導火神對ZONE的控制能力，並且教導黑子投籃。誠凜海常戰前，發現灰崎被黃瀨打敗後想在場外埋伏尋仇，經勸導無效後一拳將其KO。
桃井五月
日本配音：折笠富美子；台灣配音：鄭可欣（電視版）／劉如蘋（劇場版）／連思宇（總集篇）；香港配音：鄭麗麗
舞台劇演員：杉麻李沙、城戸愛莉（雙演員）
生日5月4日,年齡16,血型A型,身高161 cm,體重秘密,帝光國中奇蹟世代的球隊經理，現任桐皇學園的籃球隊經理，在球隊中擔任軍師的角色。她的胸部是F罩杯。
喜歡黑子哲也，也喜歡有著與黑子眼神相似的寵物狗哲也二號。自稱黑子的女朋友，不過對方對此表示「不是」。與青峰為青梅竹馬。她很懷念奇蹟世代的朋友，並對他們畢業後各自前往不同的學校感到難過，每次與奇蹟世代見面時總會奔上前去興奮地擁抱他們，除了赤司以外、她對奇蹟世代成員皆以暱稱稱呼。
擅長蒐集情報並徹底解構（即使是板凳球員的情報也略知一二）甚至能推算出球員球隊的成長軌跡，並提出近乎完美的策略，但唯獨缺乏存在感的黑子是她無法預測的。
不擅長廚藝，會把食材不切塊就直接煮食。
今吉翔一
日本配音：中井和哉；台灣配音：宋克軍（電視版）／宋昱璁（劇場版）／孟慶府（總集篇）；香港配音：陳廷軒
舞台劇演員：林明寛
桐皇球隊的隊長與控球後衛。沒有什麼明顯的招式，但不看人傳球與上籃火侯很好，壓哨球似乎從不失手。作為隊長相當優秀，能讓個人特色強烈的球員聚集在同個球隊中。情商很高，能理解青峰獨孤求敗的心情，在球隊比較縱容他，也能安撫隊友的情緒。
可以透過眼神或小動作等，讀取他人的心理。操著一口關西腔，說話時溫和有禮，卻喜歡不著痕跡地戳人痛腳，因此常被評價性格惡劣，日向順平稱之為「腹黑眼鏡」。
若松孝輔
日本配音：鳥海浩輔；台灣配音：柳超堅（電視版）／魏德（劇場版）／于正昌（總集篇）；香港配音：陳灝瑋
舞台劇演員：松藤和成
身高193公分的巨型中鋒，速度與力量兼具，攻守兼備。
個性衝動火爆，非常鄙視不練習、經常遲到又享有特殊待遇的青峰，兩人經常發生衝突，不過他也承認青峰是球隊裡最傑出的球員。
櫻井良
日本配音：島崎信長；台灣配音：蔣鐵城（電視版）／孟慶府（劇場版、總集篇）；香港配音：巫哲棋
舞台劇演員：赤楚衛二
得分後衛，他精通快攻，懂得觀測球場上的形勢，能夠透過對手投籃的瞬間從而判斷對方進球與否。是個不願服輸，並且遇強越強的射手，其三分球的準確率就會相對提高。他經常莫名其妙地道歉，因此被日向順平稱為「道歉蘑菇」。
諏佐佳典
日本配音：村上裕哉；台灣配音：蘇振威→李文瀚（電視版）／陳彥鈞（總集篇）；香港配音：李震權／麥皓豐（S2後期）
在青峰入學前擔任大前鋒，青峰入學後轉為小前鋒。
原澤克德
日本配音：星野貴紀；台灣配音：蘇振威（電視版）／于正昌（總集篇）；香港配音：蘇強文
桐皇學園高校籃球隊教練兼理科教師，前日本職業籃球選手。是個沉著冷靜、談吐優雅的紳士。

#### 陽泉高校
位於秋田，隊內擁有三名身高超過兩米的長人，是防守型球隊，號稱「絕對防禦」其神盾級防守強悍到能令對手在整場比賽中一分未取。
紫原敦
日本配音：鈴村健一；台灣配音：蘇振威→李文瀚（電視版）／孟慶府（劇場版、總集篇）；香港配音：陳廷軒（電視版）→關令翹（劇場版）
舞台劇演員：鮎川太陽
生日10月9日,星座:天秤座,血型O型,中學時為「奇蹟世代」的成員，陽泉高校的中鋒。除了紫色及肩長髮外，他最醒目的特徵是超過兩公尺的身高，自小因身材高大而理所當然地打起籃球，雖然沒有幹勁也不喜歡籃球，但有很高的才能，他特別擅長防守，不過如果他沒有幹勁、便不會去阻擋對手進攻。他也討厭那些熱愛打籃球的人，也經常會表示自己「很無聊」，因此在中學時、他與黑子經常因為對籃球的觀點不同而爭論。他喜歡吃甜食，尤其是垃圾食物。常被冰室以零食利誘。
在對誠凜的比賽中，他以相當於NBA球員中鋒平均身高的208公分身材及95公斤的重量級體型主宰了整個籃下，能阻止對手的任何攻擊，甚至不必跳起就能蓋對方火鍋，使得誠凜在第一節得分掛蛋。但是在第二節時，其與陽泉的神盾防守被黑子練成的投籃「幻影射籃」，以及木吉鐵平的控球中鋒打法所打破。在比數拉近後，下半場他徹底被激怒，以招式「破壞的鐵鎚」猛烈進攻，其力量甚至毀了籃板並令木吉鐵平一度被迫退場。
一度想放棄比賽但被冰室辰也打醒，也紮起髮圈、進入了ZONE，最後由於過度跳躍體力不支被黑子後來居上蓋火鍋，陽泉最後以一分之差落敗。落敗後他宣稱自己不再打籃球，但隨即掉下眼淚，這證明他不像自己所以為地那麼不喜歡籃球。
黃瀨曾經提到，由於紫原的體格與常人相差太多，因此他一旦使盡全力可能會弄傷對手、更可能會弄傷隊友，所以他為自己畫了一條安全界線。這條界線在他與JabberWock隊的錫伯對戰時第一次解除，並成功以一人之力壓制對方，但卻被錫伯故意弄傷手腕而退場。
冰室辰也
日本配音：谷山紀章、石塚針魚〈幼少期〉；台灣配音：柳超堅、鄭可欣〈幼少期〉（電視版）／宋昱璁（劇場版）／黃天佑（總集篇）；香港配音：周良鴻（S2）→鍾見麟（S3、劇場版）
舞台劇演員：齊藤秀翼
身高183cm,體重70kg,生日10月30日,星座:天蠍座,球隊的得分後衛，外貌淚痣矚目，是個不認輸的撲克臉美男子。他是火神大我在美國時的好兄弟與勁敵，兩人同為亞列克斯的學生。在美國時他與火神稱兄道弟，但在火神於比賽中勝過他（卻貌似顧及情誼手下留情）後，他便開始為了勝利與火神斷絕情義。
火神回日本後，冰室15歲那年在美國遇到了同齡的虹村修造，兩人不打不相識（不只球技高超打架功夫也了得）（聯手放倒混混救回朋友）成為朋友，經常一起打籃球。高二（17歲）回到日本就讀。
極端的正統派打法。乾淨俐落的投籃動作及虛實莫測的假動作，絕技「陽炎射籃」因其極為滑順的假動作包藏2個放球點讓防守者屢屢破網得分。
他的實力與奇蹟世代不相上下，被青峰評價為秀才。在W.C.與誠凜對戰時，其陽炎射籃為紫原參與進攻前的主力，但最後被進入「ZONE」的火神封蓋，而有著「後出的權利」的木吉鐵平則與日向順平聯手封蓋。在紫原被誠凜追擊到想放棄時，直接將他打醒，因為他羨慕火神和奇蹟世代的才能，也後悔啟發了火神的籃球才能。
在誠凜於冬季盃與洛山對戰前，他與火神重修舊好。
岡村建一
日本配音：武田幸史；台灣配音：宋克軍（電視版）／歐祖豪（劇場版）／陳彥鈞（總集篇）；香港配音：張錦江
舞台劇演員：丸川敬之
身高200公分，他是個經驗豐富的中鋒，但在紫原加入後轉為大前鋒。沒有女人緣，加入籃球社的契機是以為籃球社的人都很受女生歡迎。
福井健介
日本配音：石川界人；台灣配音：莊汶錡（電視版）／魏德（劇場版）／于正昌（總集篇）；香港配音：李致林
舞台劇演員：倉富尚人
球隊的控球後衛，在紫原參與進攻後頻頻吊球至內線讓紫原灌籃。
劉偉
日本配音：須嵜成幸；台灣配音：蔣鐵城（電視版）／魏德（劇場版）／待查詢（總集篇）；香港配音：李震權
身高203公分，小前鋒，中國留學生。角色取名自中國籃球員劉煒。
荒木雅子
日本配音：嶋村侑；台灣配音：鄭可欣（電視版）／連思宇（總集篇）；香港配音：羅杏芝
陽泉高校籃球隊教練，前國家女子代表隊選手，會使用竹劍指導球員。以前是不良少女，有著一大票小弟。

#### 洛山高校
位於京都。自第一屆W.C.、I·H辦理以來從未缺席的超強勁旅，於所有學校中取得最多的優勝次數，被稱為「開闢的帝王」，近年戰績更是連續五年包攬三大比賽。如今坐擁一名「奇蹟世代」和三名「無冕五將」。
赤司征十郎
日本配音：神谷浩史；台灣配音：宋克軍→蔣鐵城（電視版）／陳彥鈞（劇場版）／于正昌（總集篇）；香港配音：蘇強文／李致林（第41.5集）
舞台劇演員：糸川耀士郎
體重64kg,生日12月20日,星座:射手座,血型AB型。中學時為「奇蹟世代」的隊長，具有不凡的威嚴和氣勢，他領導著所有帝光中學的成員在三年間取得壓倒性勝利。他認為取得勝利對自己是理所當然的，就像呼吸一樣自然而然，由於總是取得勝利，他也認為自己的所作所為皆是正確的，他對勝利不感興趣，也厭倦了勝利。因此、當青峰沒能參加I‧H時，他要求紫原也不得參加，藉此讓狀況變得有趣一些。他堅信著成王敗寇的極端思想，認為勝者可以取得一切，而敗者將一無所有。
他的能力初次展現於與秀德高校比賽之中，他的「天帝之眼」可以看見對手的呼吸、心跳等一切動作的些微變化，進而看穿對手的所有行動，並藉此預知對手的下一步動作。赤司完美地透過這項能力預知對手的任何行動，並破壞對方企圖執行的戰術。此外，天帝之眼還能擴大視野。除了天帝之眼、同時也能隨心所欲地進入ZONE。另外還具有極大範圍的防禦能力，儘管只有173公分高。決策能力奇快，只需要短短一瞬就能判斷狀況。
赤司出身自日本屈指可數的名門望族，自小便接受大量的精英教育，他的母親為了讓他有快樂的童年而鼓勵他打籃球，但母親在他小學五年級時病逝。之後父親對他的精英教育不斷地提升難度，間接導致他的人格開始產生分裂。
天帝之眼首次出現於帝光中學時期，由於奇蹟世代的成員各自開始展露頭角，他們之間開始產生裂痕，先是因為過於強大而讓對手失去戰意的青峰開始翹掉練習，再者是有樣學樣的紫原。當紫原想透過在單挑中勝過赤司來擺脫練習、並將赤司逼入險境的時候，赤司在即將輸掉的前一刻喚醒第二個人格並取得天帝之眼，接著勝過紫原。他的雙瞳原本皆是紅色，在第二人格出現時、左瞳會變成金色。比起原本重視團隊合作的性格，第二人格更傾向於讓隊伍成員各自為政，由於無法接受團隊的變化、黑子便退出籃球社了。
在一度敗給誠凜時，第一人格本以為第二人格會在受挫後、因為壓力被釋放而就此消失，但是自己也被激起取勝的衝動，在換回第一人格後，赤司的天帝之眼結合ZONE，透過沒有多餘動作的「完美的傳球」讓接球者也進入90%的ZONE，藉此提高隊友的表現。
經過一番殊死鬥，最終微弱敗給誠凜後，他第一次知道什麼是『失敗』，他也認可了黑子的籃球，並表示很高興能夠認識黑子。
實淵玲央
日本配音：羽多野涉；台灣配音：柳超堅（電視版）／宋昱璁（劇場版、總集篇）；香港配音：關令翹（S2）→李凱傑（S3）
舞台劇演員：田中涼星
無冕五將之一，得分後衛。他是本作中僅次於綠間的優秀射手，招式「天，地，虛空」是三種類型的射籃方式，「天」是尋常的後仰起跳三分球，「地」為讓對手犯規的同時射三分球，「虛空」則是讓對手動彈不得再射三分球，這三種射球的差距在重心。他的個性有些神經質、厭惡粗俗的舉動。他的行為舉止較女性化，因此被葉山小太郎稱為「玲央姊」。
葉山小太郎
日本配音：增田俊樹；台灣配音：莊汶錡（電視版）／蔣鐵城（劇場版）／萬家宏（總集篇）；香港配音：鄧港文
舞台劇演員：青木空夢
無冕五將之一，小前鋒。他的精力充沛，野性如同獵豹。他擅長運球，他的「雷鳴運球」能精準且迅速地運球，速度快到對手的眼睛無法跟上、更遑論從他手中將球抄走。他在運球時將本身的彈性集中在手指上，以加強運球的力度，發出的吵鬧聲甚至會讓觀眾席上的觀眾忍不住摀住耳朵。除此之外身手也相當靈活，能夠做出高難度的換手上籃。
根武谷永吉
日本配音：藤原貴弘；台灣配音：李文瀚（電視版）／孟慶府（劇場版）／張騰（總集篇）；香港配音：馮錦堂
舞台劇演員：小柳心
無冕五將之一，身高190公分的中鋒。他身形健壯，力量奇大，認為力量比技術重要。認為日本人有着只要在力量輸給別人後就會改練速度和精度等的壞習慣。他的招式以肌肉為名，例如「肌肉灌籃」、「肌肉上籃」，不過這些其實只是單純的技巧。
黛千尋
日本配音：逢坂良太；台灣配音：莊汶錡（電視版）／蔣鐵城（劇場版）／孟慶府（總集篇）；香港配音：李安邦
舞台劇演員：高本學
身為一個球員，黛的能力普通，他被安排在洛山隊裡唯一的原因是他有著視線誘導的技術。赤司提拔他並將他訓練成和黑子同類型的球員，但黛的所有能力都在黑子之上。即使被當作傳球道具，但他還是努力地打籃球。不過和黑子不同的是、黛並沒有遇到自己的「光」。
白金永治
日本配音：井上剛；台灣配音：宋克軍→柳超堅（電視版）／黃天佑（總集篇）；香港配音：招世亮
洛山高校籃球隊教練，與帝光的白金耕造總教練有親戚關係。

### 其他角色

#### 霧崎第一高校
於東京都，在“無冠的五將”其中一員——“惡童”花宮真加入後成績不斷提升的新進學校，惡名昭彰。
因為沒有教練，所以由花宮兼任。主力球員都是二年級，團隊合作相當優秀。實力頗強，但大多用卑鄙的手段摧毀對手。
對上霧崎第一，資料顯示各隊伍的王牌或主力必會負傷退場，木吉鐵平的腳傷即是一例。
戰術是用暴力球風擊潰對手，與誠凜高校一戰時用暴力犯規和可以100%截球的蜘蛛網來折磨對方，但最後仍不敵黑子哲也和復活後的日向順平的誠凜，以70比76落敗，無緣挺進Winter Cup全國大賽。
花宮真
日本配音：福山潤；台灣配音：莊汶錡（電視版）／黃天佑→孟慶府（總集篇）；香港配音：李鎮然
舞台劇演員：太田基裕
身高：179cm,體重：67 kg,生日：1月12日（摩羯座）,血型：AB型,位置:控球后衞,號碼：4號,霧崎第一高校籃球隊隊長兼教練。無冕五將之一，他是個精明狡詐的控球後衛，他在球場上的卑鄙球風讓他贏得「惡童」的外號。
他的能力是透過分析對方可能的傳球路徑和攻擊模式以抄截傳球，在隊友的協助下展開「蜘蛛網」的陣形，偷球率達百分之百。除了喜歡以卑鄙的手段取勝，本身實力亦是不凡。
瀨户健太郎
日本配音：四宮豪
身高：190cm,體重：76KG,生日：11月2日（天蠍座）,血型：AB型,位置:中鋒,號碼：5號,智商極高的中鋒(IQ160)，總是在睡覺。而上場比賽時都會將頭髮往後撥。
對上誠凜時，在第三節登場，主要負責協助花宮真確立對手傳球路線。
不上場就睡覺 協助花宮抄球，為了提高思考效果把頭髮向後梳理。
古橋康次郎
日本配音：桑畑裕輔
身高：186cm,體重：73kg,生日：6月30日（巨蟹座）,血型：A型位置：小前鋒,號碼：7號被日向吐槽為魚板眼，沒有太多情緒的起伏。只要球證沒吹鳴笛和未犯規，他都會毫不留情地做出粗野打法。倒下時用手肘攻擊對手，即使對手流血也毫不在乎。日向説去年沒有他，目測在木吉腳傷之後第二年加入籃球部
原一哉
日本配音：佈施川一寛
身高：188cm,體重：75kg,位置：大前鋒,號碼：10號,生日：7月3日（巨蟹座）,血型：B型眼睛被長髮遮住，總是吹着泡泡糖。其打法相當骯髒。認為黑子“消失的運球”的秘密是抓準對方眨眼的瞬間進行運球突破，但是隨即被證明論點錯誤。
漫畫版髮色是金色，TV版髮色是灰紫色。
山崎弘
日本配音：巖瀬周平
身高：183cm（動畫）、181cm（公式書）,體重：71kg,位置 ：得分後衞,號碼：8號,生日：8月4日（獅子座）,血型：B型,簡茶色短髮和鋭利的眼睛是特徵。好戰且鬥爭心滿滿的同時也有點單純！？聽從了原的建議，結果卻被黑子突破過去了……。不辭辛勞的正常人的吐槽。對過於隨心所欲的同伴實行管教的優秀制止者！吐槽隊友時，簡直就像老媽一樣…！？
松本樹
身高：191cm,體重：86kg,生日：4月26日（金牛座）,位置：C(Center—中鋒),號碼：12號,在瀨户上場前，存在感是霧崎最弱。
首發的中鋒！作為選手的能力在瀨户之上。經常做踩別人腳這種近似犯規的事。

#### 福田綜合學園高校
灰崎祥吾
日本配音：森田成一；台灣配音：宋克軍（電視版）；香港配音：李錦綸
舞台劇演員：橋本全一
福田綜合學園高校一年級，小前鋒。在黃瀨加入前為帝光中學籃球隊的第五名正選隊員，由於不能控制自己無紀律的行為，加上黃瀨的潛力在他之上，被赤司強制退出籃球部。個性不但暴力且嘴上不饒人，曾經因此被裁判警告。
他的招式是「奪取」，像黃瀨一樣模仿他人的技巧，但灰崎會將那個技巧改為自己的節奏和模式，而原使用者在看過灰崎使用這個技巧之後，自己的節奏會無意識崩潰，而無法再度使出那個技巧。其招式的缺點就是無法奪取「奇蹟世代」的招式，灰崎能夠奪取的招式僅限於一般的技巧而已。被黄瀨打敗後，在場外埋伏想報仇，卻被青峰發現，青峰勸導無效後搶在他之前揍了他一拳，當場昏過去。

#### 帝光中學
中學籃球界的超強豪門中學。社員人數超過100人，在中學聯賽有達成3連霸的實績，他們唯一絕對的理念是「勝利」。
它們籃球隊的歴史上，有著一支隊伍號稱「最強」，不敗的黃金世代，通稱「奇蹟世代」，成員分別為「赤司征十郎」、「紫原敦」、「青峰大輝」、「綠間真太郎」「黃瀨涼太」五位選手的總稱。他們每一個也是號稱10年難得一見的天才，有著獨一無二的才能，是無視其他豪強的強大。「黑子哲也」是同時期籃球部一軍的第六人，本人說過前述五人是真正的天才，自己是比較特異的存在。
虹村修造
日本配音：置鮎龍太郎；台灣配音：柳超堅（電視版）；香港配音：陳耀楠
舞台劇演員：久保田秀敏
「奇蹟世代」在中學一年級時的帝光中學籃球隊隊長。本為大前鋒、在奇蹟世代升上二年級後改為小前鋒。自稱頭腦有時會過熱，但有著冷靜深慮的一面，面對記者會緊張和害怕坐飛機。
真田直人
日本配音：子安武人；台灣配音：蘇振威（電視版）；香港配音：雷霆
舞台劇演員：窪寺昭
帝光中學籃球隊的一軍教練，後來擔任監督，使用符合帝光理念的方式指導球員。
白金耕造
日本配音：藤原貴弘；台灣配音：宋克軍（電視版）；香港配音：張炳強
帝光中學籃球隊的總教練，被稱為「訓練魔王」，常常觀看球員練習。

#### 明洸中學
荻原成浩
日本配音：林勇；台灣配音：柳超堅（電視版）；香港配音：胡家豪
舞台劇演員：田中宏宜
黑子在小學時在公園球場上認識的人，與黑子同年。兩人約好要在全中比賽，但黑子卻因受傷而待在醫護室無法上場。儘管已經不打籃球、但仍熱愛著籃球，後在洛山與誠凜戰時，在觀眾席上拿出籃球，表示已恢復對籃球的熱衷。

#### Jabberwock
美國青年球隊，是在世界享有壓倒性人氣的街頭籃球隊伍，超凡的球技抓住了觀眾的心，具有能讓NBA球員都大驚失色的實力。
奈許·戈爾德·Jr
日本配音：綠川光；台灣配音：蔣鐵城；香港配音：雷霆
「JabberWock」的隊長，球衣黑色綠邊，背號4號，控球後衛。外號「魔術師」、擅長實戰型的街頭籃球，球風變幻自如。即使是進入ZONE的火神在對位上也落居下風。擁有比「天帝之眼」更加強悍的「魔王之眼」。赤司的「天帝之眼」能看到的未來僅限於對位者；而「魔王之眼」則能夠看到全場所有人的未來，只有赤司在將「天帝之眼」與「究極傳球」融為一體後方能突破「魔王之眼」所帶來的逆境。在漫畫中有暗示過他年幼時期曾在籃球俱樂部中接受過籃球的精英訓練，但目前尚不清楚他為什麼最終會選擇成為街頭籃球選手。
傑森·席爾伯
日本配音：稻田徹；台灣配音：歐祖豪；香港配音：鄧志堅
「JabberWock」的中鋒，球衣黑色綠邊，背號8號，他的武器是超乎常人的身體能力，無論是速度、力量、柔韌度都高人一等，因此人們稱他為「被神選中的身體」。討厭練習，亦不會為了提升技術而增進自身的基本能力，也從來不做重量訓練。被相田景虎評為「敏捷性超過青峰，跳躍力高於火神，力量比紫原更強」。火神表示錫伯的「野性」等級為暴龍。

## 出版書籍

### 漫畫
日本方面由集英社出版，屬於〈Jump Comics〉叢書，全30卷；台灣方面由東立出版社出版，屬於〈TONG LI COMICS〉叢書；香港方面由正文社出版。

#### 正篇
| 卷數           | 標題   | 集英社        | 集英社                  | 封面人物                                                                 |
| 卷數           | 標題   | 發售日期      | ISBN                    | 封面人物                                                                 |
| -------------- | ------ | ------------- | ----------------------- | ------------------------------------------------------------------------ |
| 1              |        | 2009年4月3日  | ISBN 978-4-08-874694p-4 | 黑子哲也、火神大我、相田理子、日向順平、伊月俊、小金井慎二               |
| 2              |        | 2009年7月3日  | ISBN 978-4-08-874704-0  | 黑子哲也、火神大我、黃瀨涼太、笠松幸男、小堀浩志、綠間真太郎             |
| 3              |        | 2009年9月4日  | ISBN 978-4-08-874731-6  | 黑子哲也、火神大我、日向順平、伊月俊、水戶部凜之助、小金井慎二、土田聰史 |
| 4              |        | 2009年11月4日 | ISBN 978-4-08-874754-5  | 黑子哲也、火神大我、綠間真太郎                                           |
| 5              |        | 2010年1月4日  | ISBN 978-4-08-874789-7  | 黑子哲也、火神大我                                                       |
| 6              |        | 2010年4月2日  | ISBN 978-4-08-870024-3  | 黑子哲也                                                                 |
| 7              |        | 2010年6月4日  | ISBN 978-4-08-870050-2  | 黑子哲也、火神大我、相田理子                                             |
| 8              |        | 2010年8月4日  | ISBN 978-4-08-870089-2  | 黑子哲也、黃瀨涼太、青峰大輝                                             |
| 9              |        | 2010年10月4日 | ISBN 978-4-08-870115-8  | 火神大我、黑子哲也、哲也二號                                             |
| 10             |        | 2010年12月3日 | ISBN 978-4-08-870151-6  | 黑子哲也                                                                 |
| 11             |        | 2011年3月4日  | ISBN 978-4-08-870192-9  | 誠凜高中男子籃球部員、相田理子、哲也二號                                 |
| 12             |        | 2011年5月2日  | ISBN 978-4-08-870222-3  | 木吉鐵平、日向順平、伊月俊                                               |
| 13             |        | 2011年7月4日  | ISBN 978-4-08-870258-2  | 相田理子、哲也二號                                                       |
| 14             |        | 2011年10月4日 | ISBN 978-4-08-870295-7  | 青峰大輝                                                                 |
| 15             |        | 2011年12月2日 | ISBN 978-4-08-870317-6  | 黑子哲也、火神大我、木吉鐵平、日向順平、伊月俊                           |
| 16             |        | 2012年3月2日  | ISBN 978-4-08-870372-5  | 火神大我                                                                 |
| 17             |        | 2012年4月4日  | ISBN 978-4-08-870404-3  | 黑子哲也                                                                 |
| 18             |        | 2012年7月4日  | ISBN 978-4-08-870430-2  | 紫原敦、冰室辰也                                                         |
| 19             |        | 2012年9月4日  | ISBN 978-4-08-870499-9  | 黃瀨涼太                                                                 |
| 20             |        | 2012年12月4日 | ISBN 978-4-08-870535-4  | 赤司征十郎                                                               |
| 21             |        | 2013年2月4日  | ISBN 978-4-08-870618-4  | 黑子哲也、火神大我、降旗光樹                                             |
| 22             |        | 2013年5月2日  | ISBN 978-4-08-870649-8  | 伊月俊、笠松幸男、森山由孝、小堀浩志                                     |
| 23             |        | 2013年8月2日  | ISBN 978-4-08-870785-3  | 黑子哲也                                                                 |
| 24             |        | 2013年10月4日 | ISBN 978-4-08-870819-5  | 黑子哲也、黃瀨涼太、青峰大輝、赤司征十郎、紫原敦、綠間真太郎             |
| 25             |        | 2013年12月4日 | ISBN 978-4-08-870851-5  | 黑子哲也、荻原成浩                                                       |
| 26             |        | 2014年3月4日  | ISBN 978-4-08-880025-7  | 黑子哲也                                                                 |
| 27             |        | 2014年5月2日  | ISBN 978-4-08-880057-8  | 赤司征十郎、根武谷永吉、實瀏玲央、葉山小太郎、黛千尋                     |
| 28             |        | 2014年7月4日  | ISBN 978-4-08-880136-0  | 火神大我、赤司征十郎                                                     |
| 29             |        | 2014年10月3日 | ISBN 978-4-08-880174-2  | 黑子哲也、日向順平、木吉鐵平、實瀏玲央、根武谷永吉、黛千尋               |
| 30             |        | 2014年12月4日 | ISBN 978-4-08-880211-4  | 黑子哲也                                                                 |
| 廣播劇CD同梱版 |        |               |                         |                                                                          |
| 卷數           | 集英社 | 集英社        | 集英社                  |                                                                          |
| 卷數           | 標題   | 發售日期      | ISBN                    |                                                                          |
| 16             |        | 2012年3月2日  | ISBN 978-4-08-908159-4  |                                                                          |
| 23             |        | 2013年8月2日  | ISBN 978-4-08-908188-4  |                                                                          |
| 30             |        | 2014年12月4日 | ISBN 978-4-08-908230-0  |                                                                          |

| 卷數 | 台版標題 | 港版標題   | 中國版標題 | 東立出版社     | 東立出版社             | 正文社         | 正文社                 | 人民郵電出版社 | 人民郵電出版社         | 西泠印社出版社 | 西泠印社出版社         |
| 卷數 | 台版標題 | 港版標題   | 中國版標題 | 發售日期       | ISBN                   | 發售日期       | ISBN                   | 發售日期       | ISBN                   | 發售日期       | ISBN                   |
| ---- | -------- | ---------- | ---------- | -------------- | ---------------------- | -------------- | ---------------------- | -------------- | ---------------------- | -------------- | ---------------------- |
| 1    |          |            |            | 2010年12月10日 | ISBN 978-986-10-6364-5 | 2010年5月10日  | ISBN 978-988-2109-14-8 | 2014年5月      | ISBN 978-7-115-34606-3 | 2021年4月      | ISBN 978-7-5508-3330-2 |
| 2    | 你的籃球 | 你的籃球   | 你的籃球   | 2011年4月7日   | ISBN 978-986-10-6429-1 | 2010年5月14日  | ISBN 978-988-2109-47-6 | 2014年5月      | ISBN 978-7-115-34872-2 | 2021年4月      | ISBN 978-7-5508-3330-2 |
| 3    |          | 為了勝利   | 為了勝利   | 2011年6月2日   | ISBN 978-986-10-6430-7 | 2010年6月10日  | ISBN 978-988-2109-58-2 | 2014年5月      | ISBN 978-7-115-34882-1 | 2021年4月      | ISBN 978-7-5508-3330-2 |
| 4    |          |            |            | 2011年10月11日 | ISBN 978-986-10-6431-4 | 2010年6月28日  | ISBN 978-988-2109-59-9 | 2014年5月      | ISBN 978-7-115-34887-6 | 2021年4月      | ISBN 978-7-5508-3330-2 |
| 5    | 一直相信 | 相信       |            | 2011年12月16日 | ISBN 978-986-10-6432-1 | 2010年7月13日  | ISBN 978-988-2109-73-5 | 2014年5月      | ISBN 978-7-115-34926-2 | 2021年4月      | ISBN 978-7-5508-3330-2 |
| 6    |          |            |            | 2012年2月15日  | ISBN 978-986-10-6433-8 | 2010年7月30日  | ISBN 978-988-2109-74-2 | 2014年10月     | ISBN 978-7-115-36248-3 | 2021年4月      | ISBN 978-7-5508-3330-2 |
| 7    |          |            |            | 2012年4月13日  | ISBN 978-986-10-6434-5 | 2010年8月27日  | ISBN 978-988-8068-09-8 | 2014年10月     | ISBN 978-7-115-36249-0 | 2021年4月      | ISBN 978-7-5508-3330-2 |
| 8    |          |            |            | 2012年5月9日   | ISBN 978-986-10-6435-2 | 2010年11月5日  | ISBN 978-988-8068-40-1 | 2014年10月     | ISBN 978-7-115-36250-6 | 2021年4月      | ISBN 978-7-5508-3330-2 |
| 9    |          | 在冬季盃上 | 在冬季盃上 | 2012年6月8日   | ISBN 978-986-10-6669-1 | 2011年1月11日  | ISBN 978-988-8068-73-9 | 2014年10月     | ISBN 978-7-115-36460-9 | 2021年4月      | ISBN 978-7-5508-3330-2 |
| 10   |          |            |            | 2012年7月16日  | ISBN 978-986-10-7038-4 | 2011年2月23日  | ISBN 978-988-8069-02-6 | 2014年10月     | ISBN 978-7-115-36461-6 | 2021年4月      | ISBN 978-7-5508-3330-2 |
| 11   |          |            |            | 2012年8月3日   | ISBN 978-986-10-7549-5 | 2011年6月10日  | ISBN 978-988-8069-61-3 | 2015年4月      | ISBN 978-7-115-38373-0 | 2021年4月      | ISBN 978-7-5508-3330-2 |
| 12   |          |            |            | 2012年8月24日  | ISBN 978-986-10-7996-7 | 2011年8月24日  | ISBN 978-988-8070-26-8 | 2015年4月      | ISBN 978-7-115-38467-6 | 2021年4月      | ISBN 978-7-5508-3330-2 |
| 13   |          |            |            | 2012年9月21日  | ISBN 978-986-10-8402-2 | 2011年9月23日  | ISBN 978-988-8070-33-6 | 2015年4月      | ISBN 978-7-115-38647-2 | 2021年4月      | ISBN 978-7-5508-3330-2 |
| 14   |          |            |            | 2012年10月12日 | ISBN 978-986-10-9049-8 | 2012年2月6日   | ISBN 978-988-8070-82-4 | 2015年4月      | ISBN 978-7-115-38619-9 | 2021年4月      | ISBN 978-7-5508-3330-2 |
| 15   |          |            |            | 2012年11月2日  | ISBN 978-986-10-9424-3 | 2012年4月27日  | ISBN 978-988-8152-02-5 | 2015年4月      | ISBN 978-7-115-38662-5 | 2021年4月      | ISBN 978-7-5508-3330-2 |
| 16   |          |            |            | 2012年11月23日 | ISBN 978-986-10-7814-4 | 2012年6月14日  | ISBN 978-988-8152-51-3 |                |                        | 2021年4月      | ISBN 978-7-5508-3330-2 |
| 17   |          |            |            | 2012年12月17日 | ISBN 978-986-10-9407-6 | 2012年8月3日   | ISBN 978-988-8152-74-2 |                |                        | 2021年4月      | ISBN 978-7-5508-3330-2 |
| 18   |          |            |            | 2013年1月7日   | ISBN 978-986-317-513-1 | 2012年10月16日 | ISBN 978-988-8153-13-8 |                |                        | 2021年4月      | ISBN 978-7-5508-3330-2 |
| 19   |          |            |            | 2013年2月2日   | ISBN 978-986-317-936-8 | 2012年11月14日 | ISBN 978-988-8153-21-3 |                |                        | 2021年4月      | ISBN 978-7-5508-3330-2 |
| 20   |          |            |            | 2013年4月12日  | ISBN 978-986-324-572-8 | 2013年3月1日   | ISBN 978-988-8153-46-6 |                |                        | 2021年4月      | ISBN 978-7-5508-3330-2 |
| 21   |          |            |            | 2013年5月8日   | ISBN 978-986-332-083-8 | 2013年4月10日  | ISBN 978-988-8153-65-7 |                |                        | 2021年4月      | ISBN 978-7-5508-3330-2 |
| 22   |          |            |            | 2013年6月26日  | ISBN 978-986-332-576-5 | 2013年7月30日  | ISBN 978-988-8153-87-9 |                |                        | 2021年4月      | ISBN 978-7-5508-3330-2 |
| 23   |          |            |            | 2013年11月1日  | ISBN 978-986-337-196-0 | 2013年9月24日  | ISBN 978-988-8154-26-5 |                |                        | 2021年4月      | ISBN 978-7-5508-3330-2 |
| 24   |          |            |            | 2013年12月4日  | ISBN 978-986-337-679-8 | 2013年12月6日  | ISBN 978-988-8154-44-9 |                |                        | 2021年4月      | ISBN 978-7-5508-3330-2 |
| 25   |          |            |            | 2014年1月23日  | ISBN 978-986-348-016-7 | 2014年1月28日  | ISBN 978-988-8154-58-6 |                |                        | 2021年4月      | ISBN 978-7-5508-3330-2 |
| 26   |          |            |            | 2014年4月25日  | ISBN 978-986-348-673-2 | 2014年4月25日  | ISBN 978-988-8154-85-2 |                |                        | 2021年4月      | ISBN 978-7-5508-3330-2 |
| 27   |          |            |            | 2014年7月1日   | ISBN 978-986-365-149-9 | 2014年6月20日  | ISBN 978-988-8154-98-2 |                |                        | 2021年4月      | ISBN 978-7-5508-3330-2 |
| 28   |          |            |            | 2014年9月10日  | ISBN 978-986-365-365-3 | 2014年8月29日  | ISBN 978-988-8296-25-5 |                |                        | 2021年4月      | ISBN 978-7-5508-3330-2 |
| 29   |          |            |            | 2014年12月19日 | ISBN 978-986-382-078-9 | 2015年1月19日  | ISBN 978-988-8296-49-1 |                |                        | 2021年4月      | ISBN 978-7-5508-3330-2 |
| 30   |          |            |            | 2015年3月6日   | ISBN 978-986-382-448-0 | 2015年6月16日  | ISBN 978-988-8296-60-6 |                |                        | 2021年4月      | ISBN 978-7-5508-3330-2 |

#### 續篇
《影子籃球員 EXTRA GAME》特集，藤卷忠俊著，集英社〈JUMP COMICS〉出版，合共2巻。
| 卷數 | 日文標題 | 中文標題 | 集英社       | 集英社                 | 東立出版社    | 東立出版社             | 西泠印社出版社 | 西泠印社出版社         |
| 卷數 | 日文標題 | 中文標題 | 發售日期     | ISBN                   | 發售日期      | ISBN                   | 發售日期       | ISBN                   |
| ---- | -------- | -------- | ------------ | ---------------------- | ------------- | ---------------------- | -------------- | ---------------------- |
| 1    |          | 前篇     | 2015年9月4日 | ISBN 978-4-08-880538-2 | 2016年8月9日  | ISBN 978-9-86-470474-3 | 2021年4月      | ISBN 978-7-5508-3330-2 |
| 2    |          | 後篇     | 2016年5月2日 | ISBN 978-4-08-880676-1 | 2016年9月13日 | ISBN 978-9-86-470475-0 | 2021年4月      | ISBN 978-7-5508-3330-2 |

#### 外傳
原作：藤卷忠俊、平林佐和子，作畫：高橋一郎「黑子的籃球 Replace Plus」集英社〈JUMP COMICS〉，全10卷 
| 卷數 | 日文標題 | 中文標題                       | 集英社        | 集英社                 | 東立出版社     | 東立出版社             |
| 卷數 | 日文標題 | 中文標題                       | 發售日期      | ISBN                   | 發售日期       | ISBN                   |
| ---- | -------- | ------------------------------ | ------------- | ---------------------- | -------------- | ---------------------- |
| 1    |          | 意外喧鬧的帝光國中放學後       | 2015年6月4日  | ISBN 978-4-08-880414-9 | 2016年1月18日  | ISBN 978-986-462-607-6 |
| 2    |          | 恐怖！山中集訓的悲劇！！       | 2015年11月4日 | ISBN 978-4-08-880562-7 | 2016年3月16日  | ISBN 978-986-462-608-3 |
| 3    |          | Welcome to 帝光祭              | 2016年5月2日  | ISBN 978-4-08-880682-2 | 2016年8月22日  | ISBN 978-986-470-406-4 |
| 4    |          | 綠間真太郎超級不幸的一天       | 2016年9月2日  | ISBN 978-4-08-880787-4 | 2016年12月7日  | ISBN 978-986-482-003-0 |
| 5    |          | 桐皇學園無法成眠之夜           | 2016年12月2日 | ISBN 978-4-08-880837-6 | 2017年2月9日   | ISBN 978-986-482-495-3 |
| 6    |          | 如果奇蹟世代換上浴衣           | 2017年3月3日  | ISBN 978-4-08-881041-6 | 2017年5月18日  | ISBN 978-986-486-067-8 |
| 7    |          | 誠凜高中籃球隊，活動開始！！   | 2017年10月4日 | ISBN 978-4-08-881236-6 | 2018年11月29日 | ISBN 978-957-9652-49-0 |
| 8    |          | The Adventures TAIGA & TATSUYA | 2018年3月2日  | ISBN 978-4-08-881310-3 | 2019年4月26日  | ISBN 978-957-26-0894-4 |
| 9    |          | 有著勤奮風氣的陽泉高中         | 2018年5月2日  | ISBN 978-4-08-881421-6 | 2019年7月22日  | ISBN 978-957-26-1261-3 |
| 10   |          | 帝光國中第六人                 | 2018年7月4日  | ISBN 978-4-08-881530-5 | 2020年1月3日   | ISBN 978-957-26-1658-1 |

### 輕小說
小說由藤卷忠俊、平林佐和子合著，日本方面由集英社出版，屬於〈JUMP j BOOKS〉叢書；港台方面由東立出版社出版。
| 集數 | 日文標題 | 中文標題                              | 集英社        | 集英社                 | 東立出版社     | 東立出版社             |
| 集數 | 日文標題 | 中文標題                              | 發售日期      | ISBN                   | 發售日期       | ISBN                   |
| ---- | -------- | ------------------------------------- | ------------- | ---------------------- | -------------- | ---------------------- |
| 1    |          | 影籃球員 -Replace I-                  | 2011年3月4日  | ISBN 978-4-08-703240-6 | 2013年5月2日   | ISBN 978-986-332-559-8 |
| 2    |          | 影籃球員 -Replace II- 奇蹟的學園祭    | 2011年12月2日 | ISBN 978-4-08-703254-3 | 2013年8月1日   | ISBN 978-986-337-114-4 |
| 3    |          | 影籃球員 -Replace III- 一個夏天的奇蹟 | 2012年9月4日  | ISBN 978-4-08-703275-8 | 2013年12月26日 | ISBN 978-986-337-826-6 |
| 4    |          | 影籃球員 -Replace IV- 1/6的奇蹟       | 2013年8月2日  | ISBN 978-4-08-703275-8 | 2014年3月20日  | ISBN 978-986-348-483-7 |
| 5    |          | 影籃球員 -Replace V- 不齊全的王牌們   | 2014年5月2日  | ISBN 978-4-08-703314-4 | 2014年11月27日 | ISBN 978-986-382-171-7 |
| 6    |          | 影籃球員 -Replace VI- 奇蹟世代的遠征  | 2015年9月4日  | ISBN 978-4-08-703377-9 | 2016年1月7日   | ISBN 978-986-462-834-6 |

### 公式書
| 冊數 | 出版社     | 標題                               | 發售日期      | ISBN                   |
| ---- | ---------- | ---------------------------------- | ------------- | ---------------------- |
| 1    | 集英社     | [ 5 ]                              | 2012年7月4日  | ISBN 978-4-08-870574-3 |
| 1    | 東立出版社 |                                    | 2013年2月7日  | ISBN 978-986-324-400-4 |
| 1    | 正文社     |                                    | 2013年2月6日  | ISBN 978-988-8153-39-8 |
| 2    | 集英社     |                                    | 2014年12月9日 | ISBN 978-4-08-880272-5 |
| 2    | 東立出版社 |                                    | 2015年8月24日 | ISBN 978-986-431-397-6 |
| 3    | 集英社     |                                    | 2016年5月2日  | ISBN 978-4-08-880716-4 |
| 3    | 東立出版社 |                                    | 2016年8月15日 | ISBN 471-094-554-870-8 |
| 3    | 柒海图书   | 黑子的篮球官方插画集 BRIGHT COLORS | 2025年        | ISBN 978-7-5503-3642-1 |

### 角色書
《影子籃球員 TV動畫角色書 動畫影籃》（黒子のバスケ TVアニメキャラクターズブック アニバス）
| 冊數 | 日文標題 | 中文標題       | 集英社        | 集英社                 | 東立出版社    | 東立出版社             |
| 冊數 | 日文標題 | 中文標題       | 發售日期      | ISBN                   | 發售日期      | ISBN                   |
| ---- | -------- | -------------- | ------------- | ---------------------- | ------------- | ---------------------- |
| 1    |          | 誠凛篇         | 2012年12月4日 | ISBN 978-4-08-870593-4 | 2015年6月18日 | ISBN 978-986-382-500-5 |
| 2    |          | 海常＆秀德篇   | 2013年1月4日  | ISBN 978-4-08-870594-1 | 2016年1月27日 | ISBN 978-986-382-501-2 |
| 3    |          | 桐皇＆others篇 | 2013年2月4日  | ISBN 978-4-08-870595-8 | 2016年5月5日  | ISBN 978-986-382-502-9 |
| EX   |          | Art Collection | 2014年1月4日  | ISBN 978-4-08-880092-9 | 2016年6月29日 | ISBN 978-986-382-504-3 |
| 4    |          | 陽泉＆others篇 | 2014年5月2日  | ISBN 978-4-08-880127-8 | 2016年7月21日 | ISBN 978-986-382-503-6 |
| 5    |          | 洛山&帝光篇    | 2015年8月4日  | ISBN 978-4-08-880531-3 | 2016年9月21日 | ISBN 978-986-462-059-3 |

## 衍生作品

### 電視動畫
- 2011年9月宣佈動畫化決定。2012年4月至9月的深夜時段在MBS、TOKYO MX、BS11等獨立電視網首播第一季（第1話－第25話）。2013年4月開始同樣在前述的獨立電視網再次重播第一季。第一季第25話的片尾曲後半部分為第二季劇情。
- 2012年12月正式發表製作第二季，2013年5月宣佈同年10月開始播出至2014年3月。另外，此部電視動畫出第二季以後並非在標題後面加上「Season 2」表示，集數則是承接上一季的集數[6]。
- 2013年7月7日（七夕）於當天的KUROBAS CUP2013黑籃聲優見面會上釋出第二季的主視覺圖和第二季的宣傳影片。
- 2013年10月至2014年3月的深夜時段同樣在MBS、TOKYO MX、BS11等獨立電視網首播第二季（第26話－第50話）。
- 2014年6月發表製作第三季，並於同年10月宣布於2015年1月開始播出至6月。
- 2014年10月開始再次播放第二季（第37話－第50話）。
- 2015年1月至6月的深夜時段繼續在MBS、TOKYO MX、BS11等獨立電視網首播第三季（第51話－第75話）。並於同年4月開始進入帝光回憶篇（第63話-第66話），5月開始進入決賽篇（誠凜vs洛山，第67話-第75話）。並於2015年4月27日至5月3日期間在日本東京新宿地鐵站內布置等身大海報等大肆宣傳決賽篇信息。
- 2015年4月開始再次重播第一季和第二季。

#### 製作團隊
| 職位       | 第一期 1st SEASON                                                                             | 第二期 2nd SEASON                                                                             | 第三期 3rd SEASON                                                                             |        |
| 職位       | 擔任者                                                                                        | 擔任者                                                                                        | 擔任者                                                                                        | 擔任者 |
| ---------- | --------------------------------------------------------------------------------------------- | --------------------------------------------------------------------------------------------- | --------------------------------------------------------------------------------------------- | ------ |
| 原 作      | 藤卷忠俊 （集英社《週刊少年JUMP》連載）                                                       | 藤卷忠俊 （集英社《週刊少年JUMP》連載）                                                       | 藤卷忠俊 （集英社JUMP COMICS刊・《少年JUMP NEXT!!》連載）                                     |        |
| 導 演      | 多田俊介                                                                                      | 多田俊介                                                                                      | 多田俊介                                                                                      |        |
| 系列構成   | 高木 登                                                                                       | 高木 登                                                                                       | 高木 登                                                                                       |        |
| 角色設定   | 菊地洋子                                                                                      | 菊地洋子                                                                                      | 菊地洋子                                                                                      |        |
| 總作畫監督 | 菊地洋子                                                                                      | 菊地洋子﹑後藤隆幸                                                                            | 菊地洋子﹑後藤隆幸                                                                            |        |
| 小物設定   | 石川真理子                                                                                    | 石川真理子﹑太田惠子                                                                          | 石川真理子﹑太田惠子                                                                          |        |
| 美術監督   | 三田慎也                                                                                      | 鈴木路惠                                                                                      | 鈴木路惠                                                                                      |        |
| 美術設定   | 青木 薰 金城沙綾                                                                              | 金城沙綾                                                                                      | 金城沙綾                                                                                      |        |
| 色彩設計   | 佐藤真由美                                                                                    | 佐藤真由美                                                                                    | 竹田由香                                                                                      |        |
| 攝影監督   | 荒井榮兒                                                                                      | 荒井榮兒                                                                                      | 荒井榮兒                                                                                      |        |
| CGI監督    | 磯部兼士                                                                                      | 磯部兼士                                                                                      | 磯部兼士                                                                                      |        |
| 剪接編輯   | 植松淳一                                                                                      | 植松淳一                                                                                      | 植松淳一                                                                                      |        |
| 音響監督   | 三間雅文                                                                                      | 三間雅文                                                                                      | 三間雅文                                                                                      |        |
| 音 樂      | 中西亮輔 R・O・N Alpha Eastman（第21Q - 第25Q）                                               | 池 賴廣                                                                                       | 池 賴廣                                                                                       |        |
| 音樂製作   | Studio Kitchen                                                                                | Studio Kitchen                                                                                | Studio Kitchen                                                                                |        |
| 動畫製作人 | 黑木 類                                                                                       | 黑木 類                                                                                       | 黑木 類                                                                                       |        |
| 動畫製作   | Production I.G                                                                                | Production I.G                                                                                | Production I.G                                                                                |        |
| 製作協力   | 每日放送                                                                                      | 每日放送                                                                                      | 每日放送                                                                                      |        |
| 製 作      | 黑子的籃球製作委員會 萬代影視、NAS、集英社、Lantis、Production I.G、日本BS放送、BANPRESTO（） | 黑子的籃球製作委員會 萬代影視、NAS、集英社、Lantis、Production I.G、日本BS放送、BANPRESTO（） | 黑子的籃球製作委員會 萬代影視、NAS、集英社、Lantis、Production I.G、日本BS放送、BANPRESTO（） |        |

#### 主題曲目
片頭曲
第1季
「Can Do」（第1話－第14話）
作詞：谷山紀章，作曲、編曲：飯塚昌明，歌：GRANRODEO
- 香港粵語版片頭曲「You Can Do It」（第1話－第14話）

作詞：鄭櫻綸，作曲、編曲，飯塚昌明，歌：陳偉霆
「RIMFIRE」（第15話－第25話、OVA第22.5話）
作詞：谷山紀章，作曲、編曲：飯塚昌明，歌：GRANRODEO
- 第14話片頭曲前半部分為帝光回憶畫面。
- 第24話片頭曲更換全新畫面（海常vs桐皇）。

第2季
「The Other self」（第26話－第38話）
作詞：谷山紀章，作曲、編曲：飯塚昌明，歌：GRANRODEO
- OVA2為片尾曲。

「変幻自在のマジカルスター」（第39話－第49話、OVA第41.5話）
作詞：谷山紀章，作曲、編曲：飯塚昌明，歌：GRANRODEO
- 第39話-第43話片頭曲後半部分每話更換不同畫面（誠凜vs桐皇）。
- 第44話開始片頭曲後半部分再次更換全新畫面（誠凜vs陽泉）。
- 第50話為片尾曲。

第3季
「Punky Funky Love」（第51話－第62話）
作詞：谷山紀章，作曲、編曲：飯塚昌明，歌：GRANRODEO
- 第62話片頭曲被用作為前話提要。

「ZERO」（帝光篇：第63話－第66話）
作詞、作曲、編曲：R・O・N，歌：小野賢章
（決賽篇：第67話－第75話）
作詞：谷山紀章，作曲、編曲：飯塚昌明，歌：GRANRODEO
片尾曲
第1季
「Start it right away」（第1話－第13話）
作詞、作曲、編曲、歌：前山田健一
「カタルリズム」（第14話－第25話、OVA第22.5話）
作詞：YORKE.，作曲、編曲：R・O・N，歌：OLDCODEX
- 第25話片尾曲後半部分為第2季劇情。

第2季
「WALK」（第26話－第38話）
作詞：YORKE.，作曲：加藤肇，編曲：OLDCODEX、加藤肇，歌：OLDCODEX
「FANTASTIC TUNE」（第39話－第49話、OVA第41.5話）
作詞、作曲、編曲：R・O・N，歌：小野賢章
- 第50話未使用。

第3季
「GLITTER DAYS」（第51話－第62話）
作詞：takao，作曲：鳴風，編曲、歌：Fo'xTails
「アンビバレンス」（帝光篇：第63話－第66話）
作詞：勇-YOU- ，作曲，編曲：太田雅友，歌：SCREEN mode
「Lantana」（決賽篇：第67話－第75話、OVA第75.5話）
作詞：YORKE.，作曲：加藤肇，編曲：OLDCODEX、加藤肇，歌：OLDCODEX 
- 每隔1話更換全新畫面。
- 第75話（最終話）片尾曲使用完整版版本。

- 每話片尾曲均有更換一幅畫面。

#### 各話列表
| 話數            | 標題    | 標題                 | 標題                   | 劇本       | 分鏡                       | 演出                         | 作畫監督                                                                      | 漫畫話數（卷數）           |
| 話數            | 日文    | 臺灣MY KIDS TV       | 香港J2                 | 劇本       | 分鏡                       | 演出                         | 作畫監督                                                                      | 漫畫話數（卷數）           |
| 第1期           | 第1期   | 第1期                | 第1期                  | 第1期      | 第1期                      | 第1期                        | 第1期                                                                         | 第1期                      |
| --------------- | ------- | -------------------- | ---------------------- | ---------- | -------------------------- | ---------------------------- | ----------------------------------------------------------------------------- | -------------------------- |
| 第1Q            |         | 黑子是我             | 我是黑子               | 高木登     | 新留俊哉                   | 多田俊介 新留俊哉            | 窪田康高                                                                      | 001（1）                   |
| 第2Q            |         | 我是認真的           | 我是認真的             | 高木登     | 林直孝                     | 林直孝                       | 泉廣代、吉田優子                                                              | 002－003（1）              |
| 第3Q            |         | 贏不了其實正好       | 就是無法勝出才是最好   | 入江信吾   | 寺岡巌                     | 松澤建一                     | 高橋成之                                                                      | 004－006（1）              |
| 第4Q            |         | 開始反擊吧           | 好好地反擊吧           | 根元歳三   | 龜井幹太                   | 龜井幹太                     | 小谷杏子、西畑步                                                              | 007－009（1、2）           |
| 第5Q            |         | 你的籃球             | 你的籃球               | 高木登     | 多田俊介 小村方宏治        | 小村方宏治                   | 森田史                                                                        | 010－011（2）              |
| 第6Q            |         | 先告訴你兩件事       | 事先聲明兩件事         | 入江信吾   | 新留俊哉                   | 京極義昭                     | 大導寺美穗、瀨口泉                                                            | 012－014（2）              |
| 第7Q            |         | 可真是大開眼界了呢   | 這場球賽會令你大開眼界 | 根元俊三   | 林直孝                     | 林直孝                       | 佐久間康子、宮川智惠子 津島桂、小馳那乃國廣道                                 | 015－017（2、3）           |
| 第8Q            |         | 我重新想過了         | 重新考慮清楚           | 高木登     | 澤井幸次                   | 松澤建一                     | 高橋成之                                                                      | 018－020（3）              |
| 第9Q            |         | 為了獲勝             | 為了勝利               | 入江信吾   | 山本靖貴                   | 伊魔崎斎                     | 長屋侑利子、織田誠                                                            | 021－023（3）              |
| 第10Q           |         | 我會很困擾           | 絕對不行               | 根元歲三   | 京極義昭                   | 京極義昭 小村方宏治          | 窪田康高、森田史                                                              | 024－026（3、4）           |
| 第11Q           |         | 應該不只這種程度吧   | 不止這種程度           | 谷村大四郎 | 澤井幸次                   | 林直孝                       | 宮川智惠子、小谷杏子 津島桂                                                   | 027－029（4）              |
| 第12Q           |         | 何謂勝利             | 什麼是勝利             | 入江信吾   | 小柴純彌                   | 向井雅浩                     | 門智昭                                                                        | 030－032（4）              |
| 第13Q           |         | 一直相信             | 我相信                 | 根元歲三   | 多田俊介                   | 合津一                       | 鎌田均、小澤圓                                                                | 033－035（4、5）           |
| 第14Q           |         | 一模一樣呢           | 真是很相似             | 高木登     | 龜井幹太                   | 龜井幹太                     | 大導寺美穗、瀨口泉                                                            | 036、038－039、074（5、9） |
| 第15Q           |         | 不要笑死人了         | 別引我發笑             | 谷村大四郎 | 小村方宏治                 | 小村方宏治                   | 石井明治                                                                      | 040－042（5）              |
| 第16Q           |         | 來吧                 | 行動吧                 | 入江信吾   | 新留俊哉                   | 松澤建一                     | 田畑昭、澤田讓治 服部憲知                                                     | 043－045（5、6）           |
| 第17Q           |         | 一群亂七八糟的傢伙   | 全部都是離譜的傢伙     | 根元俊三   | 澤井幸次                   | 京極義昭                     | 窪田康高、永島明子 飯山菜保子、津島桂 手塚響平                                | 046－048（6）              |
| 第18Q           |         | 我絕對不要！！       | 不會放棄               | 平林佐和子 | 澤井幸次                   | 水本葉月 池田重隆 駒屋健一郎 | 齊藤美香、服部一郎 小谷杏子、瀨口泉 山崎輝彥、井口真理子                      | 049－051（6）              |
| 第19Q           |         | 迎向新挑戰           | 面對新的挑戰           | 谷村大四郎 | 澤井幸次                   | 南康宏                       | 門智昭                                                                        | 052－054（6、7）           |
| 第20Q           |         | 才不是想成為         | 不是想成為             | 入江信吾   | 林直孝                     | 鈴木孝聰                     | 宮川智惠子、河野真貴 大導寺美穂                                               | 055－057（7）              |
| 第21Q           |         | 要開始囉             | 現在正式開始           | 根元歲三   | 川崎逸朗                   | 加戶譽夫                     | 長屋侑利子、石井明治                                                          | 057－060（7）              |
| 第22Q           |         | 就算死也要贏         | 就算死也要贏           | 入江慎吾   | 山本秀世                   | 小村方宏治 濱名孝行          | 森田史、下妻日紗子 耳浦朋彰                                                   | 061－063（7、8）           |
| 第22.5Q （OVA） | Tip off | Tip off              | Tip off                | 平林佐和子 | 多田俊介                   | 多田俊介                     | 小谷杏子、宮川智惠子 津島桂                                                   | 特別篇（8）                |
| 第23Q           |         | 我才沒那麼成熟！     | 不是大人               | 根元歳三   | 松澤建一                   | 松澤建一                     | 澤田讓治、高橋成之 八尋裕子                                                   | 064－066（8）              |
| 第24Q           |         | 可別給我會錯意了     | 別會錯意               | 高木登     | 京極義昭                   | 京極義昭                     | 後藤隆幸、石井明治 窪田康高、津島桂 大導寺美穗、飯山奈保子 河野真貴           | 067－070（8）              |
| 第25Q           |         | 我與你的籃球         | 我和你的籃球           | 高木登     | 多田俊介 中澤一登 川崎逸朗 | 多田俊介                     | 菊地洋子、宮川智惠子 小谷杏子、河野真貴 森田史、小村方宏治 下妻日紗子、津島桂 | 071－073（9）              |
| 第2期           |         |                      |                        |            |                            |                              |                                                                               |                            |
| 第26Q           |         | 沒想到會在這裡見到你 | 沒想到會在這裡重遇     | 高木登     | 京極義昭                   | 京極義昭                     | 後藤隆幸、窪田康高 大導寺美穗                                                 | 075－077（9）              |
| 第27Q           |         | 在冬季選拔賽上       | 在Winter Cup           | 平林佐和子 | 新留俊哉                   | 鈴木孝聰                     | 入江健司                                                                      | 078－080（9）              |
| 第28Q           |         | 出動！！！           | 出動！！！             | 谷村大四郎 | 小村方宏治                 | 小村方宏治                   | 森田史、下妻日紗子                                                            | 081－083（10）             |
| 第29Q           |         | 答案只有一個         | 答案只有一個           | 高木登     | 寺岡巌                     | 羽原久美子                   | 長屋侑利子、白井瑤子                                                          | 084－086（10）             |
| 第30Q           |         | 等你很久了           | 等你很久了             | 入江慎吾   | 工藤利春                   | 工藤利春                     | 宮川智惠子、小谷杏子                                                          | 087－089（10）             |
| 第31Q           |         | 老早就已經超越了     | 早已超越               | 入江慎吾   | 松澤建一                   | 松澤建一                     | 田畑昭、澤田讓治 高橋賢一                                                     | 090－092（11）             |
| 第32Q           |         | 放棄吧               | 放棄吧                 | 谷村大四郎 | 瀨口泉                     | 瀨口泉                       | 大導寺美穗、窪田康高                                                          | 092－093、095－096（11）   |
| 第33Q           |         | 是誠凜高中籃球隊啦！ | 是誠凜中學籃球隊       | 根元歲三   | 鈴木孝聰                   | 鈴木孝聰                     | 入江健司、渡邊淳                                                              | 097－099（11）             |
| 第33.5Q (OVA)   |         | 笨蛋是贏不了的！     | 笨蛋是贏不了的！       | 入江信吾   | 川崎逸朗                   | 京極義昭                     | 津島桂、飯山菜保子                                                            | －                         |
| 第34Q           |         | 一定會打倒你的！！   | 一定要打敗你           | 入江信吾   | 京極義昭                   | 京極義昭                     | 小谷杏子、宮川智惠子 河野真貴、森田史 下妻日紗子                              | 100－102（12）             |
| 第35Q           |         | 而是信賴             | 是信賴                 | 平林佐和子 | 寺岡巖                     | 長澤剛                       | 長屋侑利子                                                                    | 103－105（12）             |
| 第36Q           |         | 別開玩笑了           | 我們不會輸的           | 谷村大四郎 | 新留俊哉                   | 市橋佳之                     | 津島桂、飯山菜保子 藤城香菜                                                   | 106－108（12）             |
| 第37Q           |         | 請你們多多指教囉     | 請你們多多指教         | 根元歲三   | 龜井幹太                   | 瀨口泉                       | 石井明治                                                                      | 109－111（13）             |
| 第38Q           |         | 這次絕對不會         | 我絕對不會再輸         | 高木登     | 新留俊哉                   | 工藤利春                     | 大導寺美穗、永島明子 窪田康高                                                 | 112－115（13）             |
| 第39Q           |         | 白費力氣             | 徒勞無功               | 高木登     | 鈴木孝聰                   | 鈴木孝聰                     | 入江健司、渡邊淳 石井明治、瀨口泉 後藤隆幸                                    | 116－120（13、14）         |
| 第40Q           |         | 高興地不得了         | 開心得不得了           | 高木登     | 京極義昭                   | 京極義昭                     | 田畑昭、高橋成之 澤田讓治                                                     | 121－126（14）             |
| 第41Q           |         | 現在就要贏           | 現在就要贏             | 入江信吾   | 小村方宏治                 | 小村方宏治 市橋佳之          | 森田史、下妻日紗子 耳浦朋彰                                                   | 126－130（14、15）         |
| 第41.5Q （OVA） |         | 能再來一次嗎         | 能再來一次嗎           | 平林佐和子 | 日色如夏 須之內佑典        | 日色如夏                     | 津島桂、窪田康高、 大導寺美穗、小谷杏子 藤城香菜、後藤隆幸                    | －                         |
| 第42Q           |         | 因為我們相信         | 因為我們相信           | 谷村大四郎 | 濱名孝行                   | 駒屋健一郎                   | 小谷杏子、津島桂 宮川智惠子、大導寺美穗                                       | 131－135（15）             |
| 第43Q           |         | 我怎麼能輸呢         | 怎能輸                 | 高木登     | 新留俊哉                   | 工藤利春                     | 石井明治、藤代香菜 瀨口泉                                                     | 136－139（16）             |
| 第44Q           |         | 請你教我投籃         | 請你教我               | 根元歲三   | 日色如夏                   | 日色如夏                     | 永島明子、飯山菜保子 窪田康高                                                 | 140－142（16）             |
| 第45Q           |         | 絕對沒有那麼簡單吧   | 不是易事               | 入江信吾   | 新留俊哉                   | 鈴木孝聰                     | 入江健司、渡邊淳                                                              | 143－146（16、17）         |
| 第46Q           |         | 首次得分！！         | 第一次得分             | 谷村大四郎 | 京極義昭                   | 須之內佑典                   | 津島桂、小谷幸子 宮川智惠子、藤城香菜                                         | 147－150（17）             |
| 第47Q           |         | 我已經決定好了       | 決定了                 | 平林佐和子 | 京極義昭 市橋佳之 濱名孝行 | 市橋佳之                     | 石井明治、大導寺美穗 飯山菜保子、山口飛鳥                                     | 151－155（17、18）         |
| 第48Q           |         | 我才不想輸！         | 我不想輸               | 根元歲三   | 小村方宏治                 | 小村方宏治                   | 耳浦朋彰、下妻日紗子 角田桂一、森田史                                         | 156－160（18）             |
| 第49Q           |         | 到此為止             | 已經夠了               | 高木登     | 松澤建一                   | 松澤建一                     | 宮川智惠子、津島桂 永島明子、窪田康高 藤城香菜                                | 161－165（18、19）         |
| 第50Q           |         | 我會贏！             | 要贏！                 | 高木登     | 京極義昭                   | 京極義昭                     | 菊地洋子、石井明治 小谷杏子、大島寺美穗 飯山菜保子、佐佐木敦子                | 166－169（19）             |
| 第3期           |         |                      |                        |            |                            |                              |                                                                               |                            |
| 第51Q           |         | 只是全力以赴吧       | 只是盡全力打每一場比賽 | 高木登     | 小村方宏治                 | 小村方宏治                   | 下妻日紗子、森田史                                                            |                            |
| 第52Q           |         | 而是我的東西         | 是屬於我的了           | 入江信吾   | 松澤建一                   | 松澤建一                     | 大導寺美穗、宮川智惠子                                                        |                            |
| 第53Q           |         | 不准你妨礙我         | 不要妨礙我             | 谷村大四郎 | 日色如夏                   | 日色如夏                     | 窪田康高、河野真貴                                                            |                            |
| 第54Q           |         | 我就收下了           | 我拿去了               | 高木登     | 京極義昭                   | 平田豐                       | 遠藤大輔                                                                      |                            |
| 第55Q           |         | 我可不知道           | 我完全不知道           | 入江信吾   | 須之內佑典                 | 須之內佑典                   | 小谷杏子、津島桂                                                              |                            |
| 第56Q           |         | 送給你們             | 送給你們               | 谷村大四郎 | 京極義昭                   | 京極義昭                     | 大導寺美穗、宮川智惠子 河野真貴                                               |                            |
| 第57Q           |         | 讓我忍不住笑出來了呢 | 忍不住笑出來了         | 平林佐和子 | 松澤建一                   | 松澤建一                     | 片桐貴悠、耳浦朋彰 津島桂                                                     |                            |
| 第58Q           |         | 真正的光             | 真正的光               | 入江信吾   | 小村方宏治                 | 小村方宏治                   | 新野量太、森田史 下妻日紗子                                                   |                            |
| 第59Q           |         | 不准小看海常!!       | 不要小看海常           | 谷村大四郎 | 須之内佑典                 | 須之内佑典                   | 小谷杏子、藤城香菜                                                            |                            |
| 第60Q           |         | 贏得勝利             | 為了嬴                 | 平林佐和子 | 日色如夏                   | 日色如夏                     | 窪田康高、片桐貴悠 齊藤美香                                                   |                            |
| 第61Q           |         | 這次一定             | 今次一定               | 入江信吾   | 寺岡巌                     | 小高義規                     | 佐藤秋子                                                                      |                            |
| 第62Q           |         | 是最棒的選手         | 是我最好的對手         | 高木登     | 京極義昭                   | 京極義昭                     | 石井明治                                                                      |                            |
| 第63Q           |         | 晴空的日子           | 青空之日               | 高木登     | 多田俊介                   | 多田俊介                     | 飯山菜保子、大導寺美穗                                                        |                            |
| 第64Q           |         | …抱歉                | 對不起                 | 高木登     | 日色如夏                   | 日色如夏                     | 山口飛鳥                                                                      |                            |
| 第65Q           |         | 我們已經             | 我們已經…              | 高木登     | 小村方宏治                 | 小村方宏治                   | 新野量太、下妻日紗子 高橋靖子                                                 |                            |
| 第66Q           |         | 勝利是什麼?          | 何謂勝利?              | 高木登     | 須之内佑典                 | 須之内佑典                   | 森田史、河野真貴                                                              |                            |
| 第67Q           |         | 決賽打響!!           | 決賽開始!!             | 谷村大四郎 | 川崎逸朗                   | 平田豐                       | 山下喜光、遠藤大輔                                                            |                            |
| 第68Q           |         | 不是最棒了嗎?        | 不是最好嗎?            | 平林佐和子 | 松澤建一                   | 松澤建一                     | 宮川智惠子、津島桂 森田史                                                     |                            |
| 第69Q           |         | 奇蹟不會發生         | 不會有奇跡             | 谷村大四郎 | 松澤建一                   | 糸賀慎太郎                   | 山口飛鳥、田畑昭                                                              |                            |
| 第70Q           |         | 覺悟的份量           | 影子的覺悟             | 平林佐和子 | 黑川智之                   | 京極義昭                     | 小谷杏子、藤城香菜 大導寺美穗                                                 |                            |
| 第71Q           |         | 我也是很拚的         | 我也很拚命的           | 谷村大四郎 | 濱名孝行 川崎逸朗          | 須之内佑典                   | 窪田康高、宮川智惠子 津島桂、菊地洋子                                         |                            |
| 第72Q           |         | 這是忠告             | 是對你們的忠告         | 平林佐和子 | 寺岡巖                     | 糸賀慎太郎                   | 山口飛鳥                                                                      |                            |
| 第73Q           |         | 不放棄嗎             | 不如你先放棄           | 谷村大四郎 | 京極義昭                   | 京極義昭                     | 片桐貴悠、森田史 河野真貴                                                     |                            |
| 第74Q           |         | 不正是你嗎           | 不就是你嗎?            | 高木登     | 松澤建一                   | 松澤建一                     | 石井明治                                                                      |                            |
| 第75Q           |         | 不管多少次           | 多少次都可以           | 高木登     | 小村方宏治                 | 小村方宏治                   | 新野量太、高橋靖子 大導寺美穗、森田史                                         |                            |
| 第75.5Q （OVA） |         | 這是最棒的生日禮物   | 是最好的生日禮物       | 入江信吾   | 龜井幹太                   | 須之內佑典                   | 藤城香菜、小谷杏子                                                            | －                         |

#### 播放電視台
日本深夜動畫：下文記載的日本国内播放時間使用日本標準時間（UTC+9）表示。因為部分時間标识會採用30小时制，因此請留意这类超过24:00的时间，其實際播放時間為翌日清晨。
| 播放地區   | 播放電視台            | 播放日期                      | 播放時間（UTC+9）             | 所屬聯播網       | 備註                                                     |
| 第1期      | 第1期                 | 第1期                         | 第1期                         | 第1期            | 第1期                                                    |
| ---------- | --------------------- | ----------------------------- | ----------------------------- | ---------------- | -------------------------------------------------------- |
| 近畿廣域圈 | 每日放送              | 2012年4月7日－9月22日         | 星期六 25時58分－26時28分     | 日本新聞網       | Anime Shower第1部                                        |
| 日本全國   | 萬代頻道              | 2012年4月8日－9月23日         | 星期日 12時00分更新           | 網絡電視         | 最新話1週內免費配信                                      |
| 東京都     | TOKYO MX              | 2012年4月10日－9月25日        | 星期二 23時00分－23時30分     | 獨立UHF局        |                                                          |
| 日本全國   | BS11                  | 2012年4月13日－9月28日        | 星期五 18時30分－19時00分     | 衛星電視         | 製作委員會参加 ANIME+節目                                |
| 日本全國   | BS11                  | 2012年4月14日－9月29日        | 星期六 23時00分－23時30分     | 衛星電視         | 製作委員會参加 ANIME+節目                                |
| 日本全國   | Animax                | 2012年5月7日－10月22日        | 星期一 19時30分－20時00分     | 衛星電視         | 有重播                                                   |
| 臺灣       | MY KIDS TV            | 2012年4月8日－9月23日         | 星期日 11時30分－12時00分     | 網路電視         | UTC+8 有重播                                             |
| 臺灣       | 華視主頻              | 2012年7月7日－12月15日        | 星期六 18時00分－18時30分     | 無線電視         | UTC+8 有字幕 雙語廣播 有重播                             |
| 臺灣       | 華視HD頻道 與主頻同步 | 2012年8月19日－12月15日       | 星期六 18時00分－18時30分     | 無線電視         | UTC+8 有字幕 雙語廣播 有重播                             |
| 臺灣       | 東森電影台            | 2014年3月9日－3月30日         | 星期六、日 10時30分－12時30分 | 有線電視         | UTC+8 雙語廣播 連播四集 有字幕 有重播                    |
| 香港       | J2                    | 2012年11月20日－2013年5月21日 | 星期二 22時00分－22時30分     | 數碼地面電視     | UTC+8 有字幕 雙語廣播 有重播 有播放OVA 1月22日起高清播放 |
| 香港       | Animax                | 2022年6月8日－2022年7月20日   | 星期三、四 20:00-21:00        | Now TV/myTV Gold | UTC+8 有字幕 有重播 有播放OVA                            |
| 第2期      |                       |                               |                               |                  |                                                          |
| 近畿廣域圈 | 每日放送              | 2013年10月5日－2014年3月29日  | 星期六 25時58分－26時28分     | 日本新聞網       | Anime Shower第1部                                        |
| 日本全國   | 萬代頻道              | 2013年10月6日－2014年3月30日  | 星期日 12時00分更新           | 網絡電視         | 最新話1週內免費配信                                      |
| 東京都     | TOKYO MX              | 2013年10月8日－2014年4月1日   | 星期二 23時00分－23時30分     | 獨立UHF局        |                                                          |
| 日本全國   | BS11                  | 2013年10月8日－2014年4月1日   | 星期二 24時00分－24時30分     | 衛星電視         | 製作委員會参加 ANIME+節目                                |
| 日本全國   | Animax                | 2013年11月4日－2014年4月28日  | 星期一 19時30分－20時00分     | 衛星電視         | 有重播                                                   |
| 臺灣       | MY KIDS TV            | 2013年10月6日－2014年3月23日  | 星期日 11時00分－11時30分     | 網路電視         | UTC+8 有重播                                             |
| 臺灣       | 華視主頻 華視HD頻道   | 2014年2月8日－8月2日          | 星期六 17時30分－18時00分     | 無線電視         | UTC+8 有字幕 雙語廣播 有重播                             |
| 臺灣       | 東森電影台            | 2015年2月28日－3月21日        | 星期六、日 10時00分－12時00分 | 有線電視         | UTC+8 雙語廣播 連播四集 有字幕 有重播                    |
| 香港       | J2                    | 2014年6月11日－12月10日       | 星期三 24時00分－24時30分     | 數碼地面電視     | UTC+8 有字幕 雙語廣播 有重播 有播放OVA                   |
| 第3期      |                       |                               |                               |                  |                                                          |
| 近畿廣域圈 | 每日放送              | 2015年1月11日－7月1日         | 星期六 26時58分－27時28分     | 日本新聞網       | Anime Shower第3部                                        |
| 東京都     | TOKYO MX              | 2015年1月13日－6月30日        | 星期二 23時00分－23時30分     | 獨立UHF局        | [ 8 ]                                                    |
| 日本全國   | BS11                  | 2015年1月14日－7月1日         | 星期二 24時00分－24時30分     | 衛星電視         | ANIME+節目 有重播                                        |
| 日本全國   | Animax                | 2015年1月30日－7月24日        | 星期五 19時00分－19時30分     | 衛星電視         | 有字幕 有重播                                            |
| 臺灣       | MY KIDS TV            | 2015年1月11日－7月1日         | 星期日 11時30分－12時00分     | 網路電視         | UTC+8 有重播                                             |
| 臺灣       | 華視主頻              | 2015年12月26日－2016年7月2日  | 星期六 17時30分－18時00分     | 無線電視         | UTC+8 有字幕 雙語廣播 有重播                             |
| 臺灣       | 東森電影台            | 2016年1月23日－2月27日        | 星期六、日 10時00分－12時00分 | 有線電視         | UTC+8 雙語廣播 連播四集 有字幕 有重播                    |
| 香港       | J2                    | 2016年11月19日－2017年2月18日 | 星期六／日 12時30分－13時30分 | 數碼地面電視     | UTC+8 於非賽馬日播放 有字幕 雙語廣播 連播兩集 有播放OVA  |

### 動畫電影
2015年9月20日，在動畫官方活動「KUROBAS CUP 2015」上公佈製作劇場版總集編三部及『EXTRA GAME』的消息。
| 序號                    | 標題                    | 標題                    | 標題                    | 上映日期                | 上映日期                | 上映日期                | 宣傳海報人物                                                                                   | 對應話數                |
| 序號                    | 日文                    | 中文（台灣）            | 中文（香港）            | 日本                    | 台灣                    | 香港                    | 宣傳海報人物                                                                                   | 對應話數                |
| 冬季選拔賽總集篇 三部曲 | 冬季選拔賽總集篇 三部曲 | 冬季選拔賽總集篇 三部曲 | 冬季選拔賽總集篇 三部曲 | 冬季選拔賽總集篇 三部曲 | 冬季選拔賽總集篇 三部曲 | 冬季選拔賽總集篇 三部曲 | 冬季選拔賽總集篇 三部曲                                                                        | 冬季選拔賽總集篇 三部曲 |
| ----------------------- | ----------------------- | ----------------------- | ----------------------- | ----------------------- | ----------------------- | ----------------------- | ---------------------------------------------------------------------------------------------- | ----------------------- |
| 第1部                   |                         | 影與光                  | 不適用                  | 2016年 9月3日〜16日     | 2016年 9月10日          | 不適用                  | 黑子哲也、火神大我 青峰大輝                                                                    |                         |
| 第2部                   |                         | 淚之所向                | 不適用                  | 10月8日〜21日           | 10月15日                | 不適用                  | 黑子哲也、火神大我 黃瀨涼太、紫原敦                                                            |                         |
| 第3部                   |                         | 門的彼端                | 不適用                  | 12月3日〜16日           | 12月10日                | 不適用                  | 黑子哲也、火神大我 綠間真太郎、赤司征十郎                                                      |                         |
| EXTRA GAME              |                         |                         |                         |                         |                         |                         |                                                                                                |                         |
| －                      |                         | LAST GAME               | 夢幻對決                | 2017年 3月18日          | 2017年 4月14日          | 2018年 3月31日          | 黑子哲也、火神大我 黃瀨涼太、綠間真太郎 青峰大輝、紫原敦、赤司征十郎 奈許·戈爾多·Jr、賈森·錫伯 | 漫畫《EXTRA GAME》      |

冬季選拔賽總集篇 主題曲
「Scribble, and Beyond」
作詞：YORKE.，作曲：Ta_2，編曲：eba，歌：OLDCODEX
SPECIAL TIP-OFF ACT片頭主題歌「The Experience」
作詞：YORKE.，作曲：Ta_2，編曲：Gz、eba，歌：OLDCODEX
- 每一部總集篇的片頭動畫會更換部分畫面。

LAST GAME 主題曲
「Glorious days」
作詞：谷山紀章，作曲、編曲：飯塚昌明，歌：GRANRODEO
插曲「Against The Wind」
作詞：R．O．N，作曲、編曲：小山壽(onetrap)，歌：小野賢章

### 電子遊戲
| 平台         | 遊戲名稱                | 遊戲人數                | 發售日期      | 發行商       |
| ------------ | ----------------------- | ----------------------- | ------------- | ------------ |
| PSP          | 黑子的籃球 奇蹟的比賽   | 1 - 4人 （Ad Hoc網絡）  | 2012年8月9日  | BANDAI NAMCO |
| 3DS          | 黑子的籃球 勝利的軌跡   | 1人 （任天堂Wi-Fi連線） | 2014年2月20日 | BANDAI NAMCO |
| 3DS          | 黑子的籃球 未來的羈絆   | 1人 （任天堂Wi-Fi連線） | 2015年3月26日 | BANDAI NAMCO |
| iOS／Android | 黑子的籃球 CROSS COLORS |                         | 2016年        | BANDAI NAMCO |

### 舞台劇
《舞台劇「黑子的籃球」THE ENCOUNTER》於2016年4月8日至4月24日期間在東京SUNSHINE劇場公開演出。劇本和導演由中屋敷法仁擔任。故事主線圍繞「影」黑子與「光」火神的命運相遇，以及描寫兩人跟「奇蹟世代」中的黃瀨、緑間、青峰之間的籃球較量。
角色演員：黑子・小野賢章；火神・安里勇哉；黃瀨・黑羽麻璃央；綠間・畠山 遼；青峰・小沼將太。
幕後人員
| 原 作      | 藤卷忠俊《黑子的籃球》 （集英社 JUMP Comics刊）      |
| 劇本・演出 | 中屋敷法仁（日语：中屋敷法仁）                                 |
| 編 舞      | 川崎悦子（日语：川崎悦子）                                   |
| 美 術      | 石原 敬                                              |
| 照 明      | 佐藤公穂                                             |
| 音 響      | 山本能久                                             |
| 服 裝      | 山田伊壽美（）                                       |
| 化妝造型   | 宮内宏明                                             |
| 演出助手   | 城野 健                                              |
| 舞台監督   | 川除 學                                              |
| 贊助商     | 「黑子的籃球」製作委員會                             |
| 製 作      | BANDAINAMCO Live Creative／ GORCH BROTHERS（日语：ゴーチ・ブラザーズ） |

## 衍生商品

### BD／DVD
| 卷    | 發售日         | 收錄話數                       | 規格編號  | 規格編號  |
| 卷    | 發售日         | 收錄話數                       | BD        | DVD       |
| 第1期 | 第1期          | 第1期                          | 第1期     | 第1期     |
| ----- | -------------- | ------------------------------ | --------- | --------- |
| 1     | 2012年7月27日  | 第1話－第2話                   | BCXA-0558 | BCBA-4389 |
| 2     | 2012年8月24日  | 第3話－第5話                   | BCXA-0559 | BCBA-4390 |
| 3     | 2012年9月21日  | 第6話－第8話                   | BCXA-0560 | BCBA-4391 |
| 4     | 2012年10月26日 | 第9話－第11話                  | BCXA-0561 | BCBA-4392 |
| 5     | 2012年11月22日 | 第12話－第14話                 | BCXA-0562 | BCBA-4393 |
| 6     | 2012年12月21日 | 第15話－第17話                 | BCXA-0563 | BCBA-4394 |
| 7     | 2013年1月29日  | 第18話－第20話                 | BCXA-0564 | BCBA-4395 |
| 8     | 2013年2月22日  | 第21話－第22話 第22.5話（OVA） | BCXA-0565 | BCBA-4396 |
| 9     | 2013年3月22日  | 第23話－第25話                 | BCXA-0566 | BCBA-4397 |
| 第2期 |                |                                |           |           |
| 1     | 2014年1月29日  | 第26話－第27話                 | BCXA-0799 | BCBA-4573 |
| 2     | 2014年2月21日  | 第28話－第30話                 | BCXA-0800 | BCBA-4574 |
| 3     | 2014年3月26日  | 第31話－第33話                 | BCXA-0801 | BCBA-4575 |
| 4     | 2014年4月25日  | 第34話－第36話                 | BCXA-0802 | BCBA-4576 |
| 5     | 2014年5月28日  | 第37話－第39話                 | BCXA-0803 | BCBA-4577 |
| 6     | 2014年6月20日  | 第40話－第41話 第41.5話（OVA） | BCXA-0804 | BCBA-4578 |
| 7     | 2014年7月25日  | 第42話－第44話                 | BCXA-0805 | BCBA-4579 |
| 8     | 2014年8月27日  | 第45話－第47話                 | BCXA-0806 | BCBA-4580 |
| 9     | 2014年9月24日  | 第48話－第50話                 | BCXA-0807 | BCBA-4581 |
| 第3期 |                |                                |           |           |
| 1     | 2015年4月24日  | 第51話－第52話                 | BCXA-0969 | BCBA-4678 |
| 2     | 2015年5月27日  | 第53話－第55話                 | BCXA-0970 | BCBA-4679 |
| 3     | 2015年6月26日  | 第56話－第58話                 | BCXA-0971 | BCBA-4680 |
| 4     | 2015年7月24日  | 第59話－第61話                 | BCXA-0972 | BCBA-4681 |
| 5     | 2015年8月26日  | 第62話－第64話                 | BCXA-0973 | BCBA-4682 |
| 6     | 2015年9月25日  | 第65話－第67話                 | BCXA-0974 | BCBA-4683 |
| 7     | 2015年10月28日 | 第68話－第70話                 | BCXA-0975 | BCBA-4684 |
| 8     | 2015年11月26日 | 第71話－第73話                 | BCXA-0976 | BCBA-4685 |
| 9     | 2015年12月24日 | 第74話－第75話 第75.5話（OVA） | BCXA-0977 | BCBA-4686 |

### 專輯／CD

#### 角色歌
| 曲序 | 曲目                       |              | 作曲       | 編曲       | 时长 |
| ---- | -------------------------- | ------------ | ---------- | ---------- | ---- |
| 1.   | ミニドラマ〜黒子&火神〜    |              |            |            | 3:32 |
| 2.   | SHOUT!!!                   | こだまさおり | 増田武史   | 増田武史   | 4:29 |
| 3.   | 同じバニラの風の中         | こだまさおり | ダガシカシ | ダガシカシ |      |
| 4.   | SHOUT!!! -Kagami Off Ver.- |              |            |            | 4:29 |
| 5.   | SHOUT!!! -Kuroko Off Ver.- |              |            |            | 4:27 |

| 曲序 | 曲目                           |              | 作曲     | 編曲     | 时长 |
| ---- | ------------------------------ | ------------ | -------- | -------- | ---- |
| 1.   | ミニドラマ〜黒子&黄瀬〜        |              |          |          | 4:44 |
| 2.   | 次会う日まで                   | こだまさおり | lotta    | lotta    | 4:08 |
| 3.   | タイムマシーンがなくたって     | こだまさおり | 河田貴央 | 河田貴央 | 4:42 |
| 4.   | 次会う日まで -Kise Off Ver.-   |              |          |          | 4:08 |
| 5.   | 次会う日まで -Kuroko Off Ver.- |              |          |          | 4:06 |

| 曲目表 | 曲目表                                     | 曲目表       | 曲目表   | 曲目表   | 曲目表 |
| 曲序   | 曲目                                       |              | 作曲     | 編曲     | 时长   |
| ------ | ------------------------------------------ | ------------ | -------- | -------- | ------ |
| 1.     | ミニドラマ〜緑間&高尾〜                    |              |          |          | 3:51   |
| 2.     | とある信者の果敢な毎日                     | こだまさおり | 増田武史 | 増田武史 | 3:59   |
| 3.     | 明日へ連れて                               | こだまさおり | 板垣祐介 | 板垣祐介 | 4:48   |
| 4.     | とある信者の果敢な毎日 -Takao Off Ver.-    |              |          |          | 3:59   |
| 5.     | とある信者の果敢な毎日 -Midorima Off Ver.- |              |          |          | 3:58   |

| 曲目表 | 曲目表                         | 曲目表       | 曲目表   | 曲目表   | 曲目表 |
| 曲序   | 曲目                           |              | 作曲     | 編曲     | 时长   |
| ------ | ------------------------------ | ------------ | -------- | -------- | ------ |
| 1.     | ミニドラマ〜黒子&青峰〜        |              |          |          | 3:39   |
| 2.     | 光と影の距離                   | こだまさおり | 河田貴央 | 河田貴央 | 4:20   |
| 3.     | Ray of Shine                   | こだまさおり | 山元祐介 | 山元祐介 | 4:07   |
| 4.     | 光と影の距離 -Aomine Off Ver.- |              |          |          | 4:21   |
| 5.     | 光と影の距離 -Kuroko Off Ver.- |              |          |          | 4:19   |

| 曲目表 | 曲目表                                  | 曲目表       | 曲目表   | 曲目表   | 曲目表 |
| 曲序   | 曲目                                    |              | 作曲     | 編曲     | 时长   |
| ------ | --------------------------------------- | ------------ | -------- | -------- | ------ |
| 1.     | ミニドラマ〜日向&木吉〜                 |              |          |          | 4:14   |
| 2.     | ありがとうの代わりに                    | こだまさおり | 内田智之 | 内田智之 | 4:18   |
| 3.     | HERE WE GO !!                           | こだまさおり | 渡辺和紀 | 渡辺和紀 | 5:07   |
| 4.     | ありがとうの代わりに -Kiyoshi Off Ver.- |              |          |          | 4:19   |
| 5.     | ありがとうの代わりに -Hyuga Off Ver.-   |              |          |          | 4:16   |

| 曲目表 | 曲目表                                     | 曲目表       | 曲目表   | 曲目表   | 曲目表 |
| 曲序   | 曲目                                       |              | 作曲     | 編曲     | 时长   |
| ------ | ------------------------------------------ | ------------ | -------- | -------- | ------ |
| 1.     | ミニドラマ〜黒子&緑間〜                    |              |          |          | 2:56   |
| 2.     | コートの上でこれからも                     | こだまさおり | 渡辺翔   | 森谷敏紀 | 4:48   |
| 3.     | DO THE BEST                                | こだまさおり | 増田武史 | 増田武史 | 4:21   |
| 4.     | コートの上でこれからも -Midorima Off Ver.- |              |          |          | 4:48   |
| 5.     | コートの上でこれからも -Kuroko Off Ver.-   |              |          |          | 4:47   |

| 曲目表 | 曲目表                          | 曲目表       | 曲目表     | 曲目表     | 曲目表 |
| 曲序   | 曲目                            |              | 作曲       | 編曲       | 时长   |
| ------ | ------------------------------- | ------------ | ---------- | ---------- | ------ |
| 1.     | ミニドラマ〜火神&青峰〜         |              |            |            | 4:00   |
| 2.     | ULTIMATE ZONE                   | こだまさおり | 木之下慶行 | 木之下慶行 | 3:32   |
| 3.     | Exciting Communication          | こだまさおり | 小山寿     | 小山寿     | 4:10   |
| 4.     | ULTIMATE ZONE -Aomine Off Ver.- |              |            |            | 3:32   |
| 5.     | ULTIMATE ZONE -Kagami Off Ver.- |              |            |            | 3:31   |

| 曲目表 | 曲目表                            | 曲目表       | 曲目表   | 曲目表   | 曲目表 |
| 曲序   | 曲目                              |              | 作曲     | 編曲     | 时长   |
| ------ | --------------------------------- | ------------ | -------- | -------- | ------ |
| 1.     | ミニドラマ〜紫原&氷室〜           |              |          |          | 4:55   |
| 2.     | ZERO GAME                         | こだまさおり | 渡辺未来 | 渡辺未来 | 4:19   |
| 3.     | Till the last                     | こだまさおり | 河田貴央 | 河田貴央 | 5:04   |
| 4.     | ZERO GAME -Himuro Off Ver.-       |              |          |          | 4:19   |
| 5.     | ZERO GAME -Murasakibara Off Ver.- |              |          |          | 4:19   |

| 曲目表 | 曲目表                                  | 曲目表       | 曲目表              | 曲目表   | 曲目表 |
| 曲序   | 曲目                                    |              | 作曲                | 編曲     | 时长   |
| ------ | --------------------------------------- | ------------ | ------------------- | -------- | ------ |
| 1.     | ミニドラマ〜黒子&紫原〜                 |              |                     |          | 4:27   |
| 2.     | Different Minds                         | こだまさおり | 河田貴央            | 河田貴央 | 4:59   |
| 3.     | ケンカもしたけど                        | こだまさおり | TAKAROT FUNK UCHINO | TAKAROT  | 4:28   |
| 4.     | Different Minds -Murasakibara Off Ver.- |              |                     |          | 4:59   |
| 5.     | Different Minds -Kuroko Off Ver.-       |              |                     |          | 4:59   |

| 曲目表 | 曲目表                            | 曲目表       | 曲目表   | 曲目表   | 曲目表 |
| 曲序   | 曲目                              |              | 作曲     | 編曲     | 时长   |
| ------ | --------------------------------- | ------------ | -------- | -------- | ------ |
| 1.     | ミニドラマ〜火神&氷室〜           |              |          |          | 5:07   |
| 2.     | RIVAL & BROTHER                   | こだまさおり | 増田武史 | 増田武史 | 4:59   |
| 3.     | Blue Sky Memories                 | こだまさおり | 岡本健介 | 岡本健介 | 3:58   |
| 4.     | RIVAL & BROTHER -Himuro Off Ver.- |              |          |          | 4:59   |
| 5.     | RIVAL & BROTHER -Kagami Off Ver.- |              |          |          | 4:59   |

| 曲目表 | 曲目表                            | 曲目表       | 曲目表       | 曲目表      | 曲目表 |
| 曲序   | 曲目                              |              | 作曲         | 編曲        | 时长   |
| ------ | --------------------------------- | ------------ | ------------ | ----------- | ------ |
| 1.     | ミニドラマ〜黄瀬&笠松〜           |              |              |             | 4:35   |
| 2.     | AWAITED TIME                      | こだまさおり | K's 三宅光幸 | K's TAKAROT | 4:56   |
| 3.     | GLORY BLUE                        | こだまさおり | 渡辺未来     | 渡辺未来    | 5:28   |
| 4.     | AWAITED TIME -Kasamatsu Off Ver.- |              |              |             | 4:56   |
| 5.     | AWAITED TIME -Kise Off Ver.-      |              |              |             | 4:56   |

| 曲目表 | 曲目表                          | 曲目表       | 曲目表     | 曲目表     | 曲目表 |
| 曲序   | 曲目                            |              | 作曲       | 編曲       | 时长   |
| ------ | ------------------------------- | ------------ | ---------- | ---------- | ------ |
| 1.     | ミニドラマ〜黒子&火神〜         |              |            |            | 4:23   |
| 2.     | Make Us Dream                   | こだまさおり | 本田光史郎 | 本田光史郎 | 4:05   |
| 3.     | そしてこれから、何度でも        | こだまさおり | Kon-K      | Kon-K      | 4:53   |
| 4.     | Make Us Dream -Kagami Off Ver.- |              |            |            | 4:05   |
| 5.     | Make Us Dream -Kuroko Off Ver.- |              |            |            | 4:05   |

| 曲序 | 曲目                                                                                      | 作曲／編曲       | 時長 |
| ---- | ----------------------------------------------------------------------------------------- | ---------------- | ---- |
| 1．  | Challenger Spirit 日向順平 (cv. 細谷佳正)、伊月 俊 (cv. 野島裕史)                         | 渡邊翔／清水哲平 | 4:36 |
| 2．  | Rise Up Together!!                                                                        | 山路一志         | 4:00 |
| 2．  | 黑子哲也 (cv. 小野賢章)、火神大我 (cv. 小野友樹)、小金井慎二 (cv. 江口拓也)、水戶部凜之助 |                  |      |
| 3．  | ☆Regular 土田聰史 (cv. 井上剛)、小金井慎二 (cv. 江口拓也)                                 | 河田貴央         | 4:17 |
| 4．  | 直到將來遺忘了的那一天為止                                                                | 本田光史郎       | 4:44 |
| 4．  | 日向順平 (cv. 細谷佳正)、木吉鐵平 (cv. 浜田賢二)、相田理子 (cv. 齋藤千和)                 |                  |      |
| 5．  | 誠凛One-One騷動記                                                                         | 増田武史         | 4:24 |
| 5．  | 黑子哲也 (cv. 小野賢章)、火神大我 (cv. 小野友樹)、哲也2號 (cv. 野島裕史)                  |                  |      |

| 曲序 | 曲目                              | 時長 |
| ---- | --------------------------------- | ---- |
| 1．  | Short Drama～這支球隊取勝！（）～ | 2:34 |
| 2．  | REGAL GENERATION                  | 4:50 |
| 3．  | REGAL GENERATION -Ver.黑子哲也-   | 4:50 |
| 4．  | REGAL GENERATION -Ver.黃瀨涼太-   | 4:50 |
| 5．  | REGAL GENERATION -Ver.綠間真太郎- | 4:50 |
| 6．  | REGAL GENERATION -Ver.青峰大輝-   | 4:50 |
| 7．  | REGAL GENERATION -Ver.紫原 敦-    | 4:50 |
| 8．  | REGAL GENERATION -Ver.赤司征十郎- | 4:50 |
| 9．  | REGAL GENERATION (Off Vocal)      | 4:50 |

#### 廣播劇
| 名 稱                     | Vol.                                  | 發售日期       | 規格編號   | 發行・分銷商             |
| ------------------------- | ------------------------------------- | -------------- | ---------- | ------------------------ |
| 「黑子的籃球 放送委員会」 | 1st                                   | 2012年8月24日  | KURO-0001  | 響Music （HiBiKi Radio） |
| 「黑子的籃球 放送委員会」 | 2nd                                   | 2013年1月25日  | KURO-0002  | 響Music （HiBiKi Radio） |
| 「黑子的籃球 放送委員会」 | 3rd                                   | 2013年5月31日  | KURO-0003  | 響Music （HiBiKi Radio） |
| 「黑子的籃球 放送委員会」 | 主題曲 NEXT GAME／Tomorrow Never Lies | 2013年9月25日  | LACM-14135 | Lantis 萬代影視          |
| 「黑子的籃球 放送委員会」 | 4th                                   | 2014年3月19日  | KURO-0004  | 響Music （HiBiKi Radio） |
| 「黑子的籃球 放送委員会」 | 5th                                   | 2014年4月30日  | KURO-0005  | 響Music （HiBiKi Radio） |
| 「黑子的籃球 放送委員会」 | 6th                                   | 2014年7月30日  | KURO-0006  | 響Music （HiBiKi Radio） |
| 「黑子的籃球 放送委員会」 | 7th                                   | 2015年5月27日  | KURO-0007  | 響Music （HiBiKi Radio） |
| 「黑子的籃球 放送委員会」 | 8th                                   | 2015年6月24日  | KURO-0008  | 響Music （HiBiKi Radio） |
| 「黑子的籃球 放送委員会」 | 9th                                   | 2015年7月29日  | KURO-0009  | 響Music （HiBiKi Radio） |
| 「黑子的籃球 放送委員会」 | 10th                                  | 2015年8月26日  | KURO-0010  | 響Music （HiBiKi Radio） |
| 「黑子的籃球 放送委員会」 | 11th                                  | 2015年11月25日 | KURO-0011  | 響Music （HiBiKi Radio） |
| 「黑子的籃球 放送委員会」 | 12th                                  | 2016年3月30日  | KURO-0012  | 響Music （HiBiKi Radio） |

## 社會反響

### 評價
- 冨樫義博對構成本作品的登場人物及故事有很高的評價。[22]。
- 荒木飛呂彥於單行本第4卷的書腰上寫下應援評語「『強い』生き方とは 目立たない黒子! その思想性! 『深い』!!」。

### 獲獎
- 第44回（2006年11月期）週刊少年Jump 十二傑新人漫画賞（読切版）
- 這本漫畫真厲害！ 2013年版 男生篇第6名
- 第12回東京動畫獎 電視部門優秀作品賞受賞（電視動畫）。

## 其他資訊
- 在週刊少年JUMP37･3載的第33Q中，描寫黑子以拳頭擊打籃球使出會加速的傳球，實際上是違反球例。因此在單行本第4卷時就變更為以掌底擊出。
- 本作中有為數不少的選手佩戴眼鏡。現實中的籃球比賽因大量的身體碰撞其實會盡量避免，亦甚少人佩戴眼鏡作賽。大半選手都會用隱形眼鏡或是含度數的護目鏡代替。

### 恐嚇事件
自2012年起，多個公司、機構等先後接到關於這本漫畫相關的恐嚇宣言。包括2012年10月12日在上智大學發現裝有硫化氫液體的容器，容器標籤寫有我憎恨藤卷忠俊等字句，同時有人在網上以「喪服の死神」名義發出威脅信。同年10月至11月，動畫活動會場以及播放動畫的電視台等三十多個機構收到威脅信以及盛有液體的容器。2013年1月，一位自稱是「喪服の死神」的朋友「怪人801面相」宣告終結犯行，然而其後在4月又在靜岡縣的3個相關活動會場發出脅迫信。其後10月全日本最大影音出租店TSUTAYA更因接獲恐嚇，決定將該漫畫相關產品全數下架。其後又指在相關產品中放入農藥而迫使這本漫畫相關的菓子下架。其後11月在千葉縣一便利店中的菓子檢出尼古丁。12月15日，警視廳搜查1課以涉嫌「威力業務妨害罪」在大阪市內逮捕了嫌疑犯渡辺博史，嫌疑犯在被捕後供認不諉，未知犯案原因，有報導則指疑犯希望成為漫畫家，因此對此漫畫作者的成功心生怨恨。

## 外部連結
- （日語）『黑子的籃球』（页面存档备份，存于）集英社《週刊少年JUMP》官方網站
- （日語）小說《黑子的籃球 -Replace-》 JUMP j BOOKS
- （日語）小說《黑子的籃球 –ReplaceⅤ– 不齊全的王牌們》特設網頁「黑SPORTS web」JUMP j BOOKS
- （日語）黑子的籃球 Replace PLUS《少年JUMP＋》官方網站
- （日語）黑子的籃球番外編《少年JUMP＋》官方網站
- （日語）電視動畫「黑子的籃球」官方網站（页面存档备份，存于）
- （日語）電視動畫「黑子的籃球」的X（前Twitter）
- （日語）PSP「黑子的籃球　奇蹟的比賽」（页面存档备份，存于）萬代南夢宮遊戲官方網站
- （日語）3DS「黑子的籃球　勝利的軌跡」（页面存档备份，存于）萬代南夢宮遊戲官方網站
- （日語）3DS「黑子的籃球　未來的羈絆」（页面存档备份，存于）萬代南夢宮遊戲官方網站
- （日語）智能手機遊戲「黑子的籃球 CROSS COLORS」（页面存档备份，存于）萬代南夢宮娛樂官方網站
- （日語）APP「黑子的籃球 CROSS COLORS」的X（前Twitter）
- （日語）舞台劇「黑子的籃球」THE ENCOUNTER 官方網站（页面存档备份，存于）
- （日語）劇場版「黑子的籃球」冬季杯總集篇 官方網站（页面存档备份，存于）
- （中文）動畫「黑子的籃球」網絡播放專題嗶哩嗶哩彈幕視頻網
- （繁體中文）動畫《影子籃球員》（页面存档备份，存于）My-cartoon動畫網